# Spellemannprisen

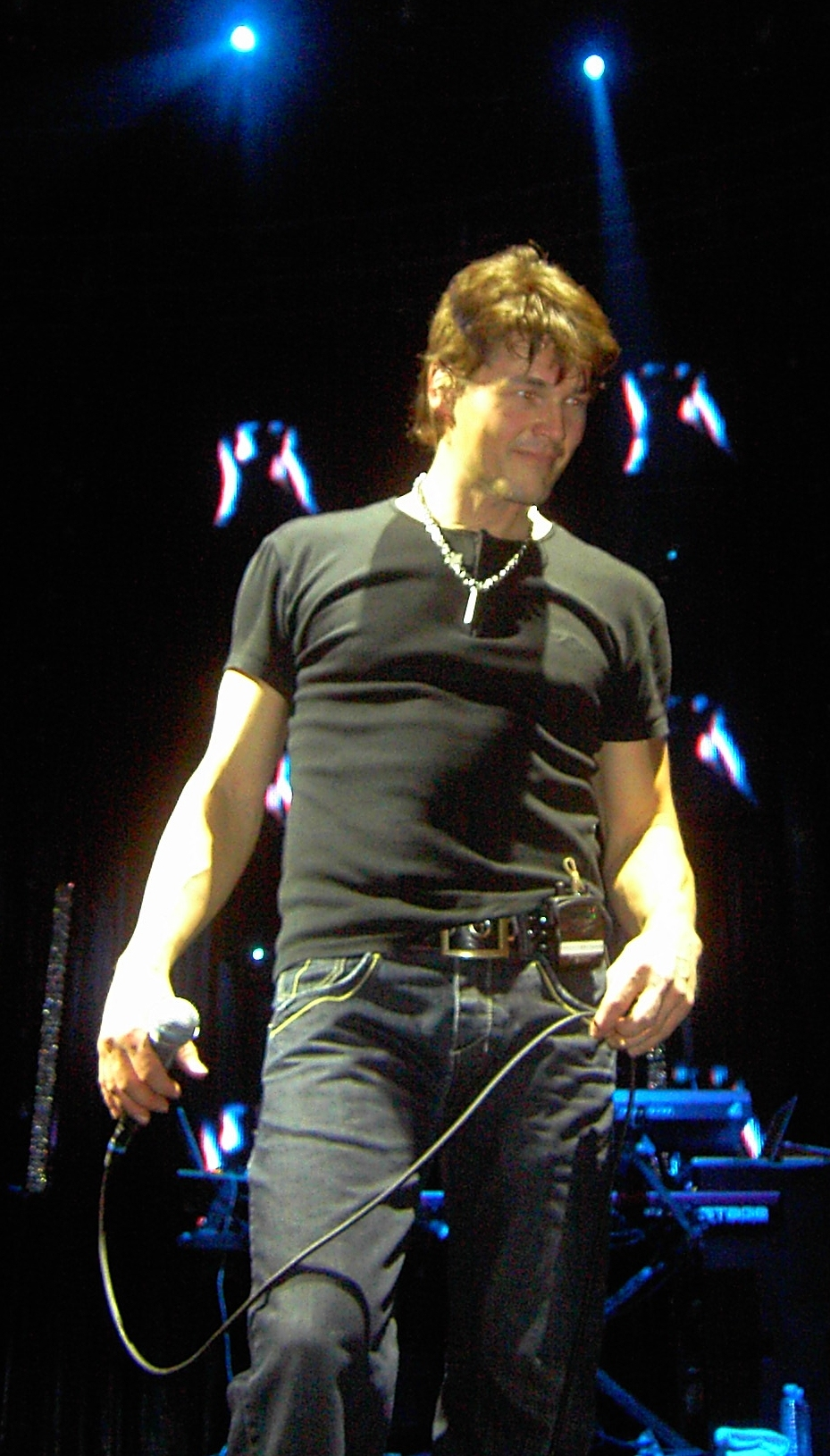
Morten Harket a été récompensé à treize reprises.

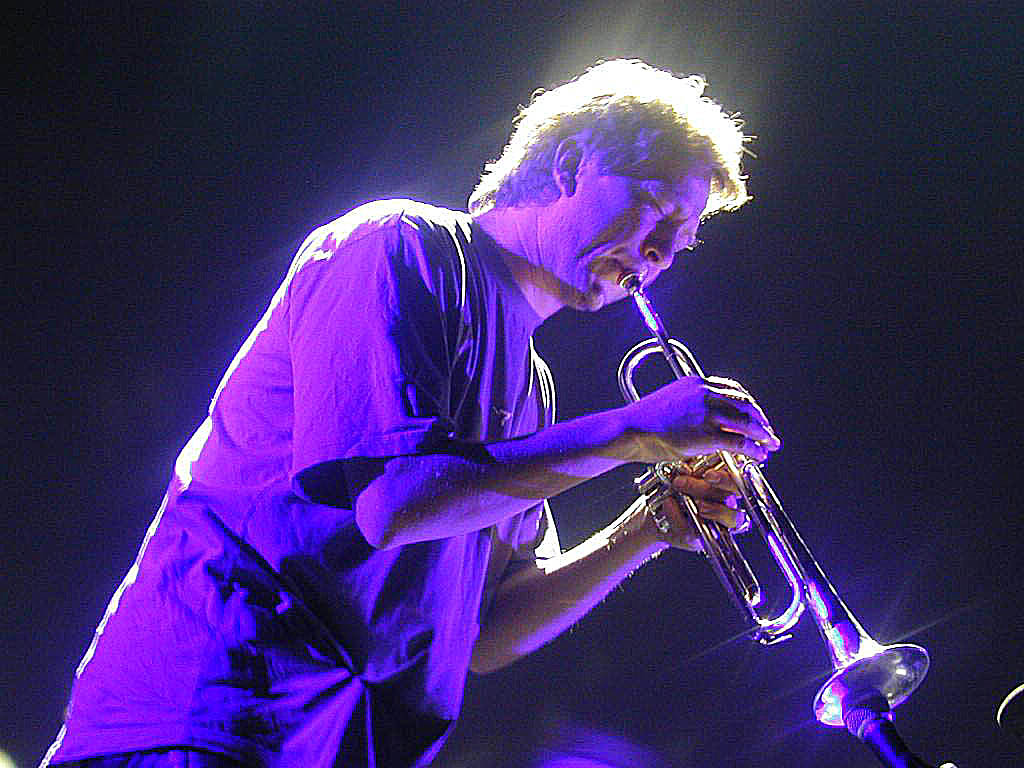
Nils Petter Molvær a été récompensé en 2000 et 2005.

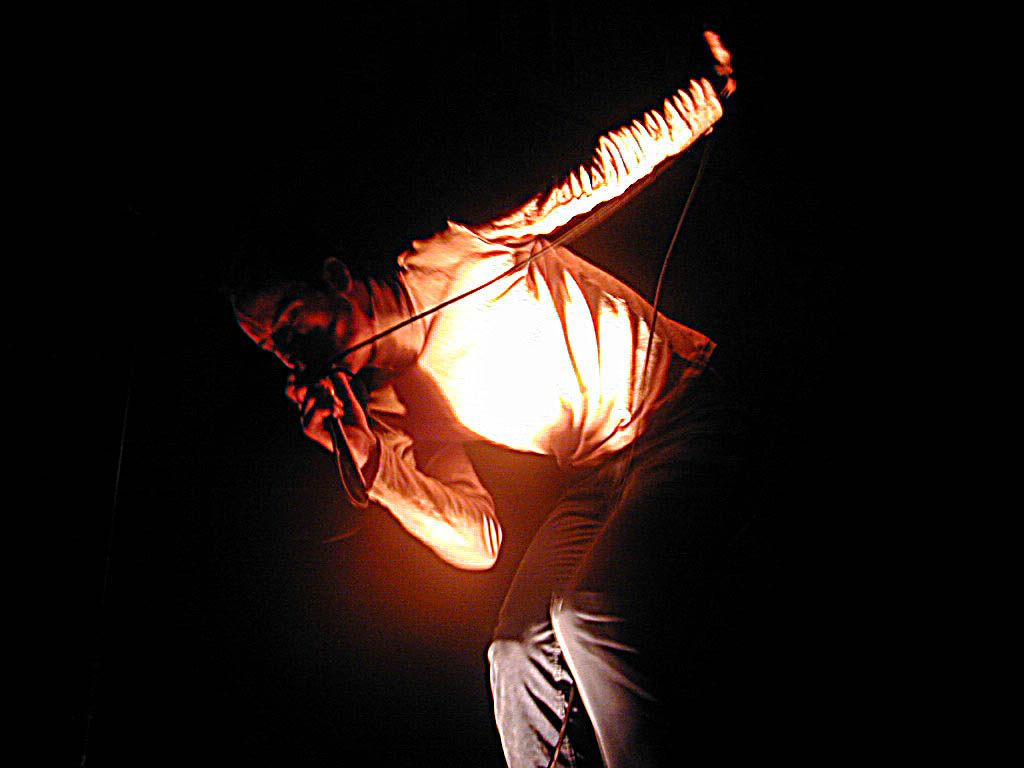
Madrugada a été récompensé à cinq reprises.

Le Spellemannprisen est un prix remis aux artistes norvégiens qui se font remarquer de manière positive au cours de l'année. Le comité de désignation des nommés et des gagnants est mis en place sur l'initiative de l'IFPI norvégienne (internasjonal organisasjon for platebransjen) : l'organisation internationale de l'industrie musicale. Les prix sont distribués pour la première fois en 1973 pour l'année 1972 et sont ensuite remis chaque année.

## Révélation de l'année
Depuis 2007, le lauréat du prix de la révélation de l'année reçoit une bourse de 200 000 couronnes. La bourse est attribuée par Gramo, une agence norvégienne de financement de l'industrie musicale. 

## Artistes les plus récompensés
Seize artistes ont gagné plus de cinq Spellemannprisen. L'Orchestre philharmonique d'Oslo et Leif Ove Andsnes ont remporté respectivement neuf et dix prix chacun, mais avec jamais plus d'un prix par année. Certains artistes ont remporté de nombreux prix en tant qu'artiste solo ou avec leur groupe comme Morten Harket qui totalise treize récompenses, et Gustav Lorentzen qui en a remporté six, dont deux avec Knutsen & Ludvigsen.
- 5 prix : Geirr Lystrup (1981, 1988, 1992, 2003, 2005), Madrugada (1999, 2002, 2005 (3 prix)), Lene Marlin (1998, 1999 (4 prix)), Truls Mørk (1991, 1992, 1993, 1995, 1999), Vamp (1993, 1996, 1998, 2005, 2006), DumDum Boys (1988, 1989, 1990, 1992, 2007), Espen Lind (1997 (3 prix), 2006, 2008), Sidsel Endresen (1981, 1984, 1998, 2002, 2012)
- 6 prix : Det Norske Kammerorkester (1988 (2 prix), 1992, 1996, 1999, 2000), Röyksopp (2001 (2 prix), 2002 (2 prix), 2005, 2010), Madcon (2004, 2007 (2 prix), 2008 (2 prix), 2010).
- 7 prix : Odd Børretzen (1974, 1996 (2 prix), 1997, 2001, 2002, 2008 ).
- 8 prix : Ole Ivars (1996, 1999 (2 prix), 2000, 2003, 2004, 2005, 2010).
- 9 prix : Orchestre philharmonique d'Oslo (1972, 1981, 1984, 1987, 1990, 1992, 1998, 1999, 2009), a-ha (1985 (2 prix), 1986 (3 prix), 2000 (2 prix), 2008, 2010).
- 10 prix : Leif Ove Andsnes (1991, 1992, 1993, 1998, 2000, 2002, 2003, 2005, 2011, 2012).

- Artistes qui ont gagné quatre prix la même année : Morten Harket (1995), Lene Marlin (1999), Briskeby (2000).

- Artistes qui ont gagné trois prix la même année, a-ha (1986), Anne Grete Preus (1994) , Espen Lind (1997), Morten Abel (2001), Madrugada (2005), Donkeyboy (2009)

## Par année

### 1972
La soirée de remise des prix a lieu le 3 mars 1973 au Château neuf, à Oslo.
| Catégorie             | Artiste                         |
| --------------------- | ------------------------------- |
| Artiste féminine      | Kirsti Sparboe                  |
| Artiste masculin      | Erik Bye                        |
| Groupe                | Popol Vuh                       |
| Musique classique     | Orchestre philharmonique d'Oslo |
| Chanson               | Birgitte Grimstad               |
| Catégorie ouverte     | Einar Schanke                   |
| Disque pour enfant    | Knutsen og Ludvigsen            |
| Prix spécial du jury  | Egil Monn-Iversen               |
| Prix spécial          | Jens Book-Jenssen               |
| Prix pour arrangement | Sigurd Jansen                   |

### 1973
La soirée de remise des prix a lieu le 2 mars 1974 au Château neuf à Oslo.
| Catégorie            | Artiste                         | Titre                                   |
| -------------------- | ------------------------------- | --------------------------------------- |
| Artiste féminine     | Inger Lise Rypdal               |                                         |
| Artiste masculin     | Benny Borg                      |                                         |
| Groupe               | Saft                            |                                         |
| Musique folklorique  | Oddvar Nygaards Kvartett        |                                         |
| Jazz                 | Christiania Jazzband            |                                         |
| Musique classique    | Torkil Bye (no) et Brynjar Hoff | Mozart obo-kvartett/Fløytekvartett      |
| Chanson              | Lillebjørn Nilsen               | Portrett                                |
| Catégorie ouverte    | Bjørn Sand et Totto Osvold      | Stutum Speaking                         |
| Disque pour enfants  | Dizzie Tunes                    | Den aller siste ra-ta-ta/Hei-hå, hei-hå |
| Prix spécial du jury | Sigbjørn Bernhoft Osa           |                                         |

### 1974
La soirée de remise des prix a lieu le 15 mars 1975 au Château neuf, à Oslo.
| Catégorie            | Artiste                          | Titre          |
| -------------------- | -------------------------------- | -------------- |
| Artiste féminine     | Karin Krog                       |                |
| Artiste masculin     | Odd Børretzen                    |                |
| Groupe               | Stiftelsen                       |                |
| Musique folklorique  | Sven Nyhus' Kvartett og Sekstett |                |
| Jazz                 | Stokstad/Jensen Trad.Band        | Mer glajazz    |
| Musique classique    | Valenkoret                       | Fjell-Noreg    |
| Chanson              | Alf Cranner                      | Trykt i år     |
| Catégorie ouverte    | Ketil Bjørnstad                  | Berget det blå |
| Disque pour enfant   | Rigmor Lange                     | Colargol       |
| Prix spécial du jury | Nora Brockstedt                  |                |

### 1975
La soirée de remise des prix a lieu le 28 février 1976 au Château neuf, à Oslo.
| Classe               | Artiste                                   | Titre                                      |
| -------------------- | ----------------------------------------- | ------------------------------------------ |
| Chanteuse            | Anne Lise Gjøstøl                         | Anne Lise Gjøstøl                          |
| Pop                  | Prudence                                  | Takk te dokk                               |
| Musique folklorique  | Sture Rogne et Ragnar Danielsens ensemble | Det glade Aalesund - Per Bolstad 1875-1975 |
| Jazz                 | Laila Dalseth                             | Just Friends                               |
| Musique classique    | Halgjerd Benum Dahl                       | Halfdan Kjerulf - Romanser                 |
| Musique classique    | Kjell Bækkelund                           | Villarkorn                                 |
| Chanson              | Stein Ove Berg                            | Visa di                                    |
| Catégorie ouverte    | Per Aabel                                 |                                            |
| Disque pour enfant   | Thorbjørn Egner                           | Ole Brumm og vennene hans                  |
| Prix spécial du jury | Otto Nielsen                              |                                            |

### 1976

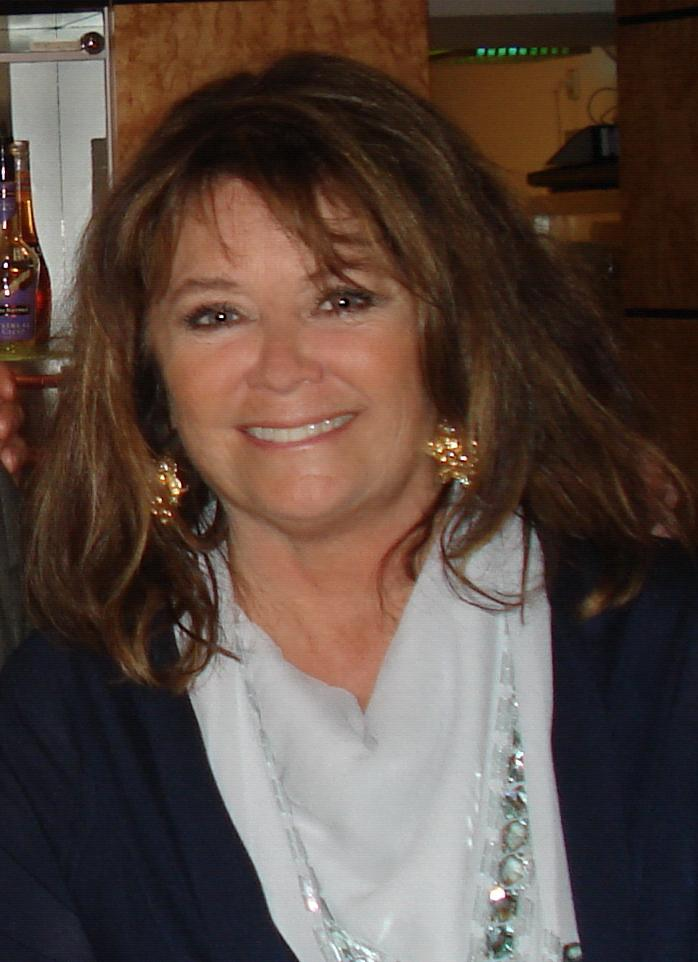
Wenche Myhre (2009).

La soirée de remise des prix a lieu le 26 février 1977 au Château neuf, à Oslo.
| Catégorie            | Artiste                           | Titre                       |
| -------------------- | --------------------------------- | --------------------------- |
| Chanteur             | Wenche Myhre                      | Wenche                      |
| Pop                  | Match                             | Match                       |
| Rock                 | Arbeidslaget hass K. Vømmølbakken | Grovarbeid                  |
| Musique folklorique  | Torader-Trioen                    | Takk for sist               |
| Jazz                 | Bjarne Nerem                      | Everything Happens to Me    |
| Musique classique    | Einar Steen-Nøkleberg             | Norsk barokk og galanterier |
| Catégorie ouverte    | Morten Gunnar Larsen              | Classic Rags and Stomps     |
| Chanson              | Ole Paus                          | I anstendighetens navn      |
| Disque pour enfant   | Visvas                            | Maleri av Visvas            |
| Prix spécial du jury | Robert Levin                      |                             |

### 1977
| Catégorie            | Artiste                        | Titre                                  |
| -------------------- | ------------------------------ | -------------------------------------- |
| Chanteur             | Radka Toneff                   | Winter Poem                            |
| Pop                  | Alexandra Sandøy Naumik        | Alex og Handle With Care               |
| Musique folklorique  | Ånon Egeland et Per Midtstigen | I heitaste slåtten                     |
| Jazz                 | Pål Thowsen et Jon Christensen | No Time for Time                       |
| Musique classique    | Grex Vocalis                   | Grex Vocalis                           |
| Chanson              | Alf Cranner                    | Vindkast                               |
| Catégorie ouverte    | Arve Tellefsen                 | Sindings fiolinkonsert/Du milde Mozart |
| Disque pour enfant   | Thorbjørn Egner                | Folk og røvere i Kardemomme by         |
| Prix spécial du jury | Toralf Tollefsen               |                                        |
| Auteur-compositeur   | Jan Eggum                      | Heksedans                              |

### 1978

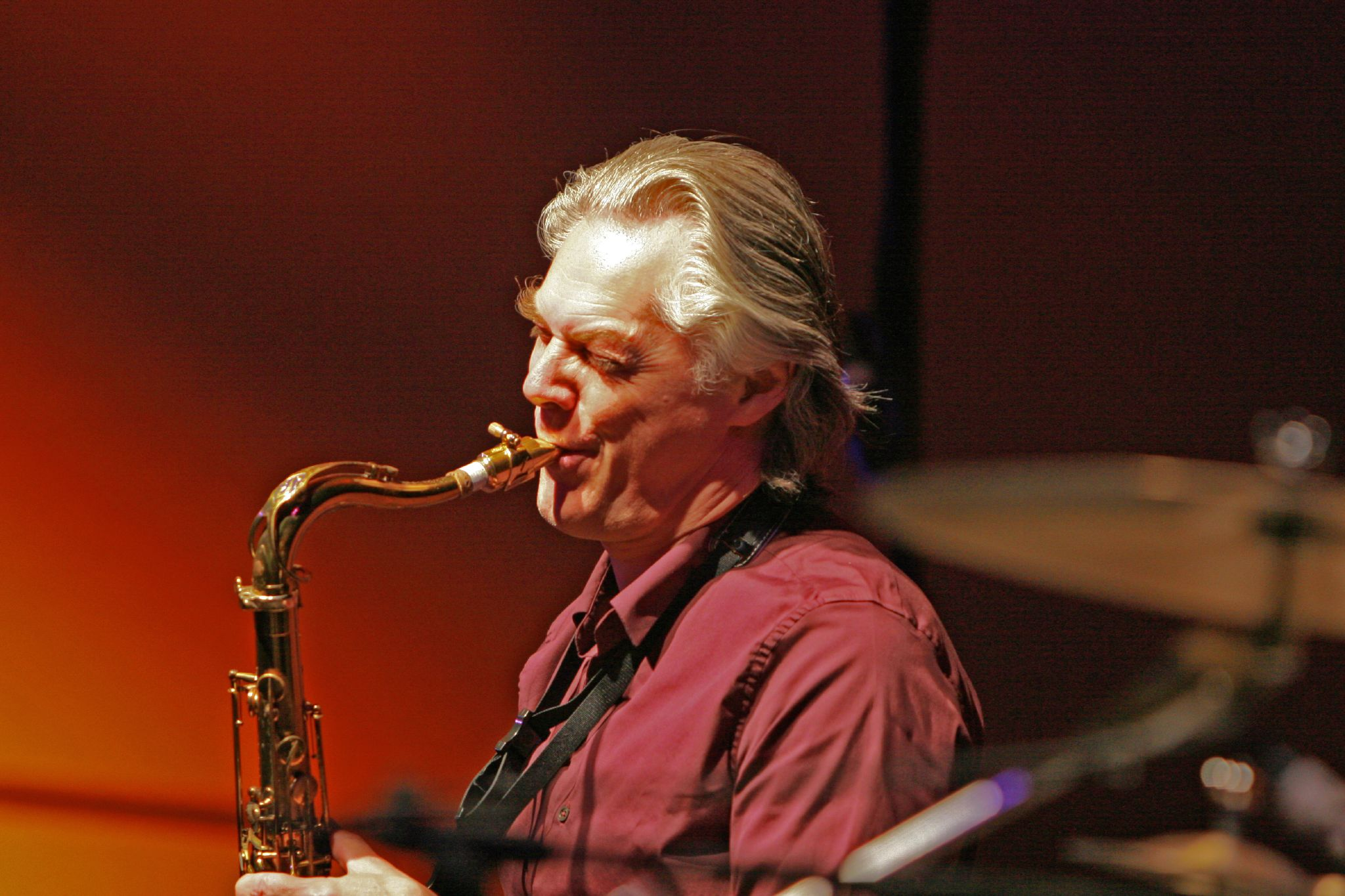
Jan Garbarek.

La soirée de remise des prix a lieu le 24 février 1979 au Château neuf, à Oslo.
| Catégorie                              | Artiste                | Titre                          |
| -------------------------------------- | ---------------------- | ------------------------------ |
| Artiste féminine                       | Grethe Kausland        | A Taste of…                    |
| Artiste masculin                       | Jahn Teigen            | This Year's Looser             |
| Musique classique                      | Sven Nyhus             | Dovregubben danser             |
| Jazz                                   | Laila Dalseth          | Glad There Is You              |
| Musique classique                      | Knut Nystedt           | Contemporary Music From Norway |
| Catégorie ouverte (album instrumental) | Rolf Andersen          | Forsvaret spiller              |
| Catégorie ouverte (parole)             | Harald Heide-Steen Jr. | Harald Heide-Steen jr.         |
| Chanteur                               | Vårsøg                 | Sola e komma                   |
| Prix spécial du jury                   | Erik Bye               |                                |
| Prix spécial                           | Jan Garbarek           |                                |

### 1979
La soirée de remise des prix a lieu en février 1980 au Château neuf, à Oslo.
| Catégorie                 | Artiste                            | Titre                                           |
| ------------------------- | ---------------------------------- | ----------------------------------------------- |
| Pop                       | Anita Skorgan                      | Ingen vei tilbake                               |
| Rock                      | Pål Thowsen                        | Surprise                                        |
| Musique classique         | Bjørgum / Berg / Kvifte / Stubseid | Slinkombas                                      |
| Jazz                      | Bjørn Alterhaug                    | Moments                                         |
| Musique classique         | Oslo Troo                          | Felix Mendelssohn og Frank Martin komposisjoner |
| Chœur                     | Bergen Domkantori                  | Folketoner i glass og ramme                     |
| Chanteur                  | Jan Eggum                          | En sang fra vest                                |
| Catégorie ouverte         | Det Norske Teatret                 | Så lenge skuta kan gå                           |
| Catégorie ouverte         | Jon Eikemo                         | Leser Jacob Sande                               |
| Prix spécial du jury      | Reidar Thommesen                   | Garden of Memories                              |
| Prix spécial (récompense) | Pete Knutsen                       |                                                 |

### 1980
| Catégorie            | Artiste                        | Titre                             |
| -------------------- | ------------------------------ | --------------------------------- |
| Pop                  | Dollie                         | Første akt                        |
| Rock                 | Åge Aleksandersen et Sambandet | Ramp                              |
| Rock (nouveau rock)  | The Aller Værste!              | Materialtretthet                  |
| Musique folklorique  | Land Spelmannslag              | Gammeldans og springdans fra land |
| Jazz                 | Frode Thingnæs Quintet         | Direct To Dish                    |
| Musique classique    | Arve Tellefsen                 | Serenade                          |
| Chanson              | Ballade!                       | Ekstranummer                      |
| Catégorie ouverte    | Contemporary Music from Norway | Diverse plater                    |
| Disque pour enfant   | Rolf Just Nilsen               | Asbjørnsen & Moes eventyr 1 & 2   |
| Prix spécial du jury | Kari Diesen                    |                                   |

### 1981

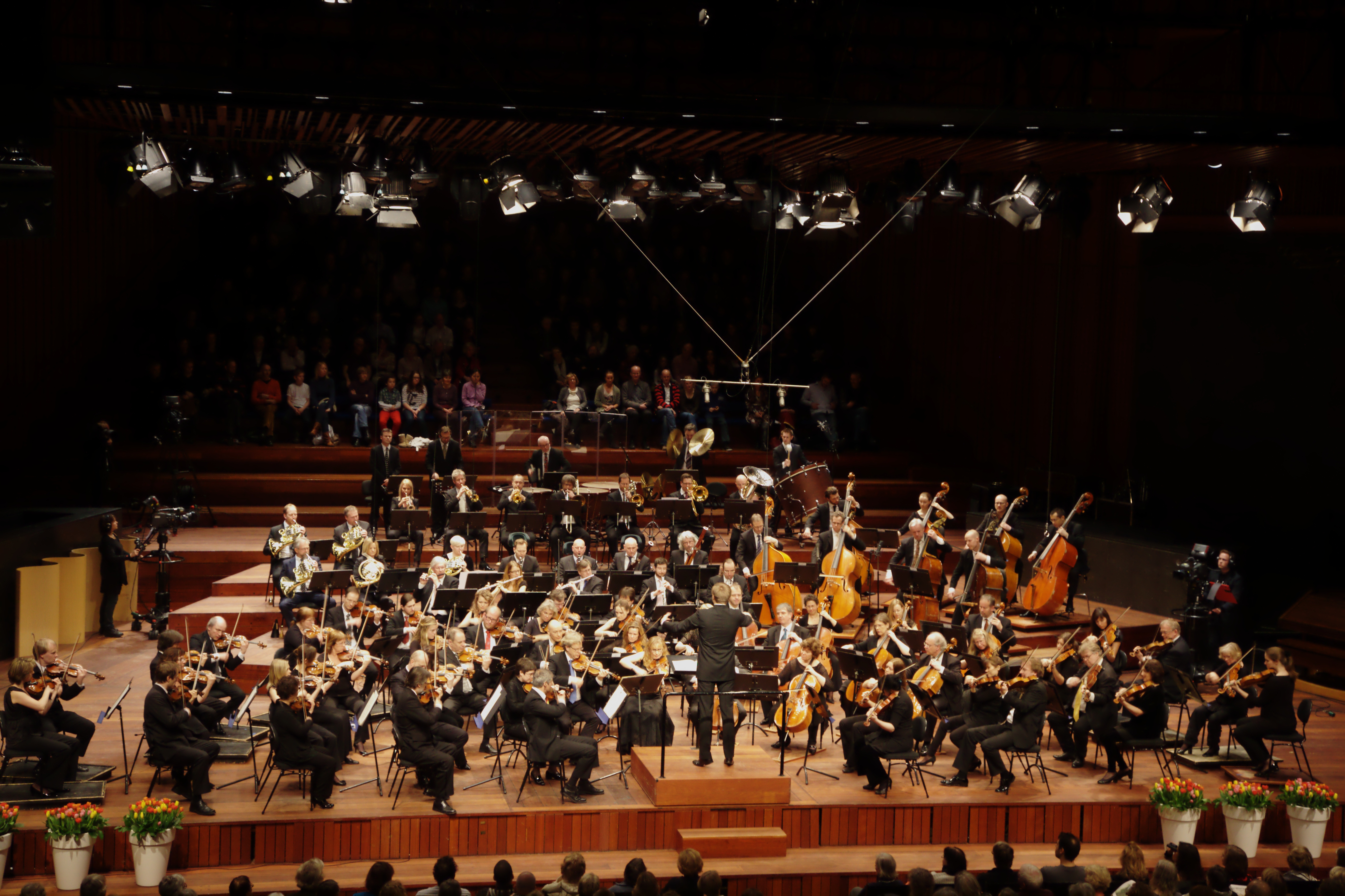
Orchestre philharmonique d'Oslo

| Catégorie                            | Artiste                                          | Titre                      |
| ------------------------------------ | ------------------------------------------------ | -------------------------- |
| Pop                                  | Trond Granlund                                   | Surprise                   |
| Rock (nouveau rock)                  | De Press                                         | Block to Block             |
| Rock (jazz-rock)                     | Sidsel Endresen/Jon Eberson Group                | Jive Talking               |
| Musique folklorique                  | Hørkelgaddan                                     | Tøffelmusikk               |
| Jazz                                 | Thorgeir Stubø                                   | Notice                     |
| Musique classique                    | Orchestre philharmonique d'Oslo / Mariss Jansons | pour trois disques d'Grieg |
| Chanson                              | Halvdan Sivertsen                                | Liv laga                   |
| Catégorie ouverte                    | Geirr Lystrup                                    | Songen om kjærligheta      |
| Disque pour enfant                   | Trond Viggo Torgersen et George Keller           | Det by'ner nå              |
| Prix spécial pour le jubilé (10 ans) | Terje Rypdal                                     |                            |
| Prix spécial du jury                 | Åge Aleksandersen                                |                            |
| Prix spécial du jury                 | Henning Sommerro                                 | Litt ta me                 |
| Prix spécial (récompense)            | Svein Dag Hauge                                  | Pleasant Surprise          |

### 1982
| Catégorie                 | Artiste               | Titre                         |
| ------------------------- | --------------------- | ----------------------------- |
| Pop                       | Olav Stedje           | Tredje Stedje                 |
| Rock                      | Stavangerensemblet    | På bommen                     |
| Musique folklorique       | Sondre Bratland       | Pilgrimens sangbok            |
| Jazz                      | Knut Riisnæs Quartet  | Flukt                         |
| Musique classique         | Eva Knardahl          | Norwegian Music For the Piano |
| Chanson                   | Lillebjørn Nilsen     | Original Nilsen               |
| Catégorie ouverte         | Oppsal Skoles Pikekor | Oppsal Skoles Pikekor         |
| Disque pour enfants       | Thorbjørn Egner       | De beste Egner-viser          |
| Prix spécial (récompense) | Jan Erik Kongshaug    |                               |
| Production                | Erik Hillestad        |                               |

### 1983
| Catégorie              | Artiste                                                 | Titre              |
| ---------------------- | ------------------------------------------------------- | ------------------ |
| Pop                    | The Monroes                                             | Sunday People      |
| Rock                   | Beranek                                                 | X-Ray              |
| Musique folk           | Tone Hulbækmo                                           | Kåmmå no….         |
| Jazz                   | Masqualero                                              | Masqualero         |
| Musique classique      | Grex Vocalis                                            | Renessanse for kor |
| Visesang               | Lars Klevstrand / Hege Tunaal et Ålesund Kammerensemble | Kirans viser       |
| Classe ouverte         | Steinar Ofsdal                                          | Hat Trick          |
| Disque pour enfants    | Knutsen & Ludvigsen                                     | Juba Juba          |
| Spellemann de l'année  | The Monroes                                             | Sunday People      |
| Prix d'honneur du jury | Jahn Teigen                                             |                    |
| Producteur             | Eirik Wangberg - production de l'album Always d'(Alex)  |                    |

### 1984
| Classe                                | Artiste                         | Titre                   |
| ------------------------------------- | ------------------------------- | ----------------------- |
| Pop                                   | Lava                            | Fire                    |
| Rock                                  | Can Can                         | En lek i forhold        |
| Musique folk                          | Agnes Buen Garnås               | Draumkvedet             |
| Jazz                                  | Laila Dalseth                   | Daydreams               |
| Country                               | Cato Sanden                     | Cato Sanden             |
| Musique classique                     | Orchestre philharmonique d'Oslo | Tchaikovsky 5. symfoni  |
| Visesang                              | Tove Karoline Knutsen           | Veintetid               |
| Classe ouverte                        | Balkansemblet                   | Balkan samlet           |
| Disque pour enfant                    | Visvas                          | Kompis med Albert Åberg |
| Spellemann de l'année                 | Åge Aleksandersen               | Levva livet!            |
| Prix spécial : prix d'honneur du jury | Totto Johannessen               |                         |
| Prix de l'industrie pour les auteurs  | Jon Eberson / Sidsel Endresen   | City Vision             |

### 1985

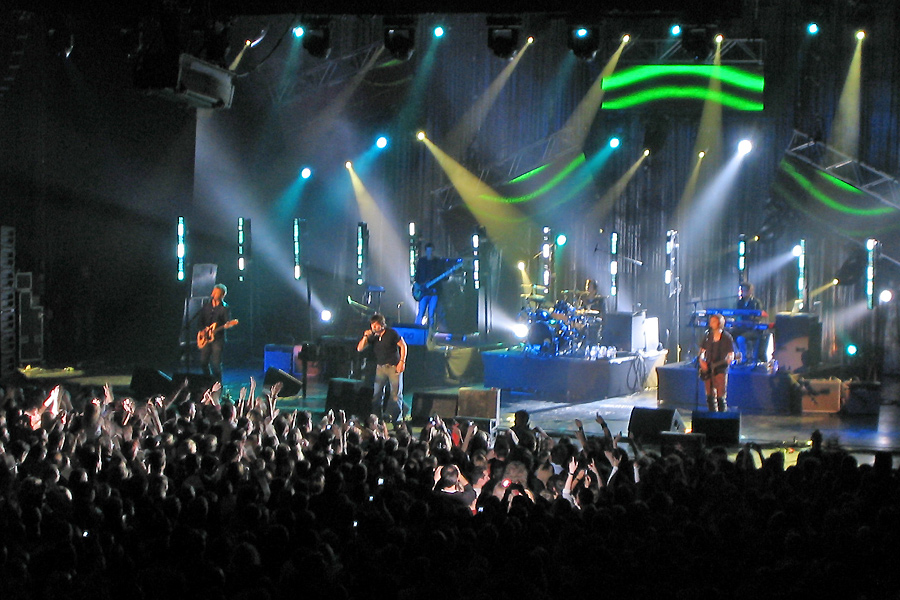
a-ha en concert (2005)

| Classe                       | Artiste                                                    | Titre                                         |
| ---------------------------- | ---------------------------------------------------------- | --------------------------------------------- |
| Pop                          | a-ha                                                       | Hunting High and Low                          |
| Rock                         | Jonas Fjeld Band                                           | Neck n' Neck                                  |
| Musique folk                 | Elisabeth Kværne                                           | På langeleik                                  |
| Jazz                         | Per Husby                                                  | Dedications                                   |
| Country                      | Claudia Scott / Ottar « Big Hand » Johansen / Casino Steel | Oh Yeah!                                      |
| Musique classique            | Robert Riefling                                            | Bach : das Wohltemperierte Klavier            |
| Visesang                     | Halvdan Sivertsen                                          | Amerika                                       |
| Classe ouverte               | Kalenda Maya                                               | Kalenda Maya - Medieval and Renaissance Music |
| Disque pour enfants          | Harry Halvsjuk et the Håpløse (NRK Halvsju)                | Harry Halvsjuk                                |
| Spellemann de l'année        | a-ha                                                       | Hunting High and Low                          |
| Prix d'honneur du jury       | Bobbysocks / Rolf Løvland                                  |                                               |
| Prix spécial                 | Forente Artister                                           | Sammen for livet                              |
| Prix de l'industrie musicale | Hallvard Kvåle (plateprodusent)                            |                                               |

### 1986

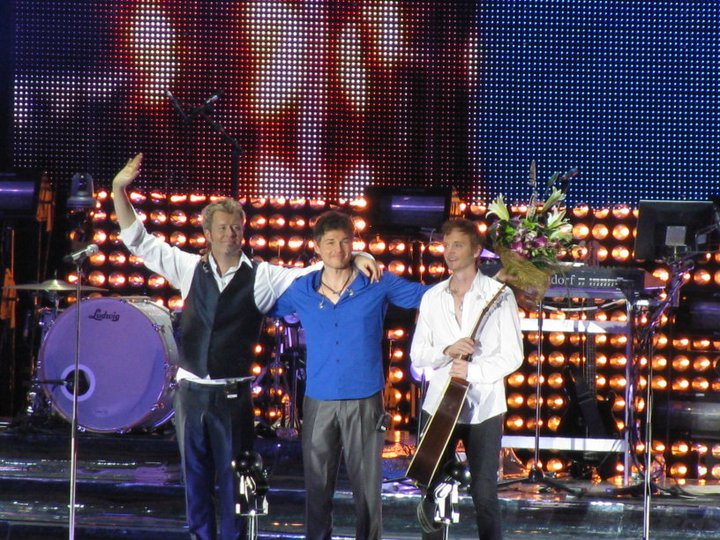
A-ha

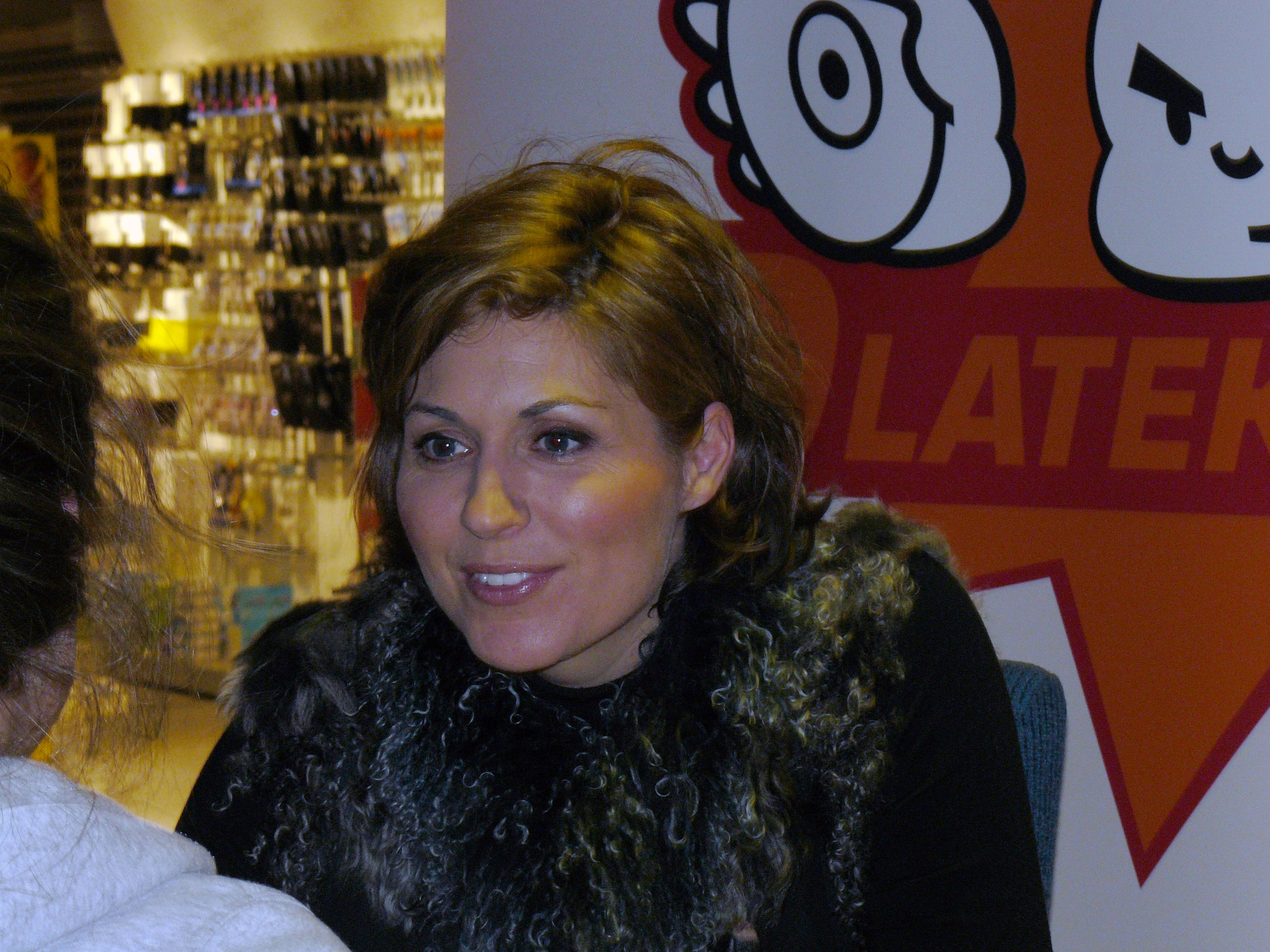
Sissel Kyrkjebø

| Classe                       | Artiste                                   | Titre                                               |
| ---------------------------- | ----------------------------------------- | --------------------------------------------------- |
| Pop                          | a-ha                                      | Scoundrel Days                                      |
| Rock                         | Jonas Fjeld Band                          | Time and Motion                                     |
| Musique folk                 | Dalakopa                                  | Dalakopa                                            |
| Jazz                         | Masqualero                                | Bande a Part                                        |
| Musique classique            | Tellefsen / Knardahl / Kvalbein / Bratlie | Grieg sonater for fiolin / klaver og cello / klaver |
| Visesang                     | Henning Sommerro                          | Neonlys på Ivar Aasen                               |
| Classe ouverte               | Det Norske Kammerkor                      | Vinjesvingen                                        |
| Disque pour enfants          | Maj Britt Andersen                        | Folk er rare!                                       |
| Clip vidéo de l'année        | a-ha                                      | Hunting High and Low                                |
| Spellemann de l'année        | Sissel Kyrkjebø                           | Sissel                                              |
| Prix d'honneur du jury       | a-ha                                      |                                                     |
| Prix de l'industrie musicale | Svein Gundersen                           |                                                     |

### 1987
| Classe                 | Artiste                         | Titre                                 |
| ---------------------- | ------------------------------- | ------------------------------------- |
| Pop                    | Tomboy                          | Back to the Beat                      |
| Rock                   | TNT                             | Tell No Tales                         |
| Musique folk           | Arve Moen Bergset               | Arvesølv                              |
| Jazz                   | Bjørn Johansen                  | Take One                              |
| Country                | Cato Sanden                     | Once a Hero                           |
| Musique classique      | Orchestre philharmonique d'Oslo | Dmitri Chostakovitch: symphonie nr. 5 |
| Visesang               | Kari Bremnes                    | Mitt ville hjerte                     |
| Classe ouverte         | Dollie de Luxe                  | Which Witch                           |
| Disque pour enfants    | Gustav Lorentzen                | Ludvigsens Hostesaft                  |
| Spellemann de l'année  | Jørn Hoel                       |                                       |
| Prix d'honneur du jury | Dissimilis                      |                                       |

### 1988

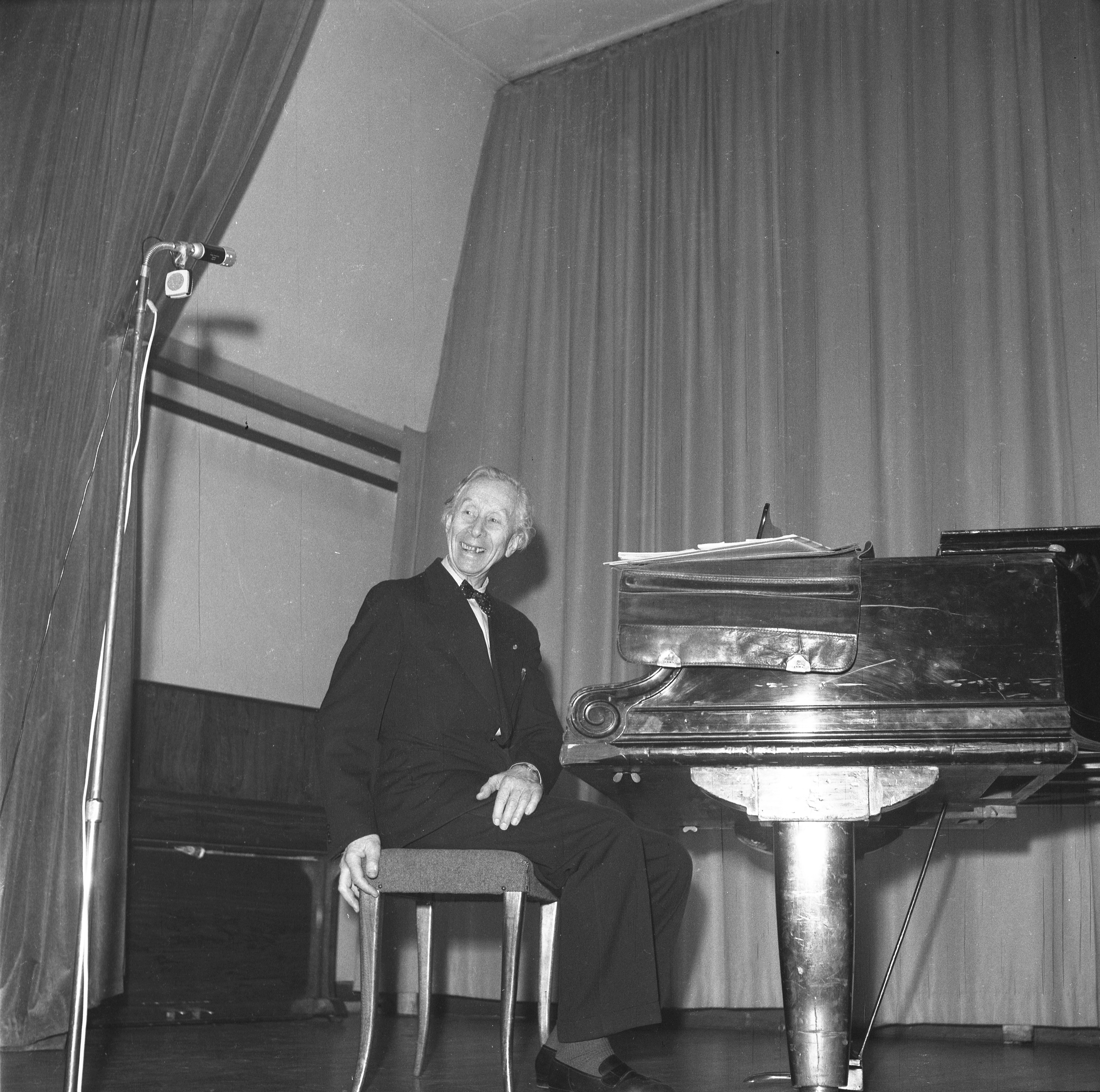
Harald Sæverud

| Classe                 | Artiste                               | Titre                          |
| ---------------------- | ------------------------------------- | ------------------------------ |
| Pop                    | Dance with a Stranger                 | Dance with a Stranger          |
| Rock                   | DumDum Boys                           | Blodig alvor na na na na na    |
| Musique folk           | Kirsten Bråten Berg                   | Min kvedarlund                 |
| Jazz                   | Oslo 13                               | Off Balance                    |
| Country                | Ottar « Big Hand » Johansen           | Game of Hearts                 |
| Musique classique      | Det Norske Kammerorkester             | Britten / Mozart / Tchaïkovski |
| Visesang               | Geirr Lystrup                         | Egg og champagne               |
| Classe ouverte         | Arve Tellefsen                        | Pan                            |
| Disque pour enfants    | Tone Hulbækmo / Hans Fredrik Jacobsen | Langt nord i skogen            |
| Spellemann de l'année  | Det Norske Kammerorkester             |                                |
| Prix d'honneur du jury | Harald Sæverud                        |                                |

### 1989

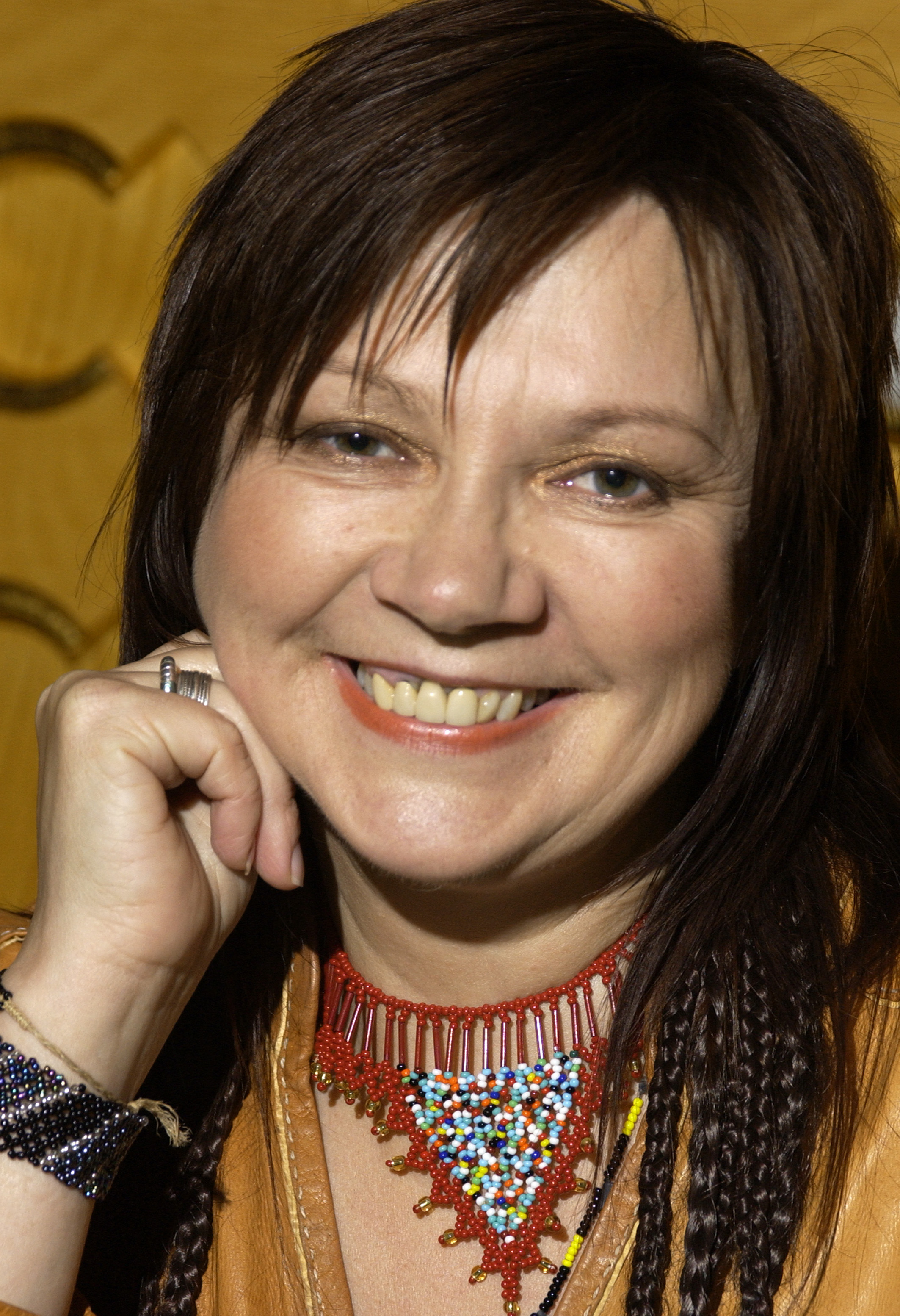
Marie Boine (2003).

| Classe                | Artiste                         | Titre                                 |
| --------------------- | ------------------------------- | ------------------------------------- |
| Pop                   | Dance with a Stranger           | To                                    |
| Rock                  | DumDum Boys                     | Splitter pine                         |
| Musique folk          | Steinar Ofsdal / Per Midtstigen | Sjøfløyta                             |
| Jazz                  | Egil Kapstad                    | Cherokee                              |
| Country               | Mostly Robinson                 | Roll Down the Highway                 |
| Divertissement        | Øystein Sunde                   | Kjekt å ha                            |
| Musique classique     | Håkon Austbø                    | Alexandre Scriabine - pianosonater    |
| Classe ouverte        | Mari Boine Persen               | Gula Gula – hør stammemødrenes stemme |
| Disque pour enfants   | Knutsen / Nellie Neuf           | På frifot                             |
| Visesang              | Jørn Simen Øverli               | Levende bandasjer                     |
| Découverte de l'année | Matchstick Sun                  | Flowerground                          |
| Spellemann de l'année | Øystein Sunde                   |                                       |

### 1990

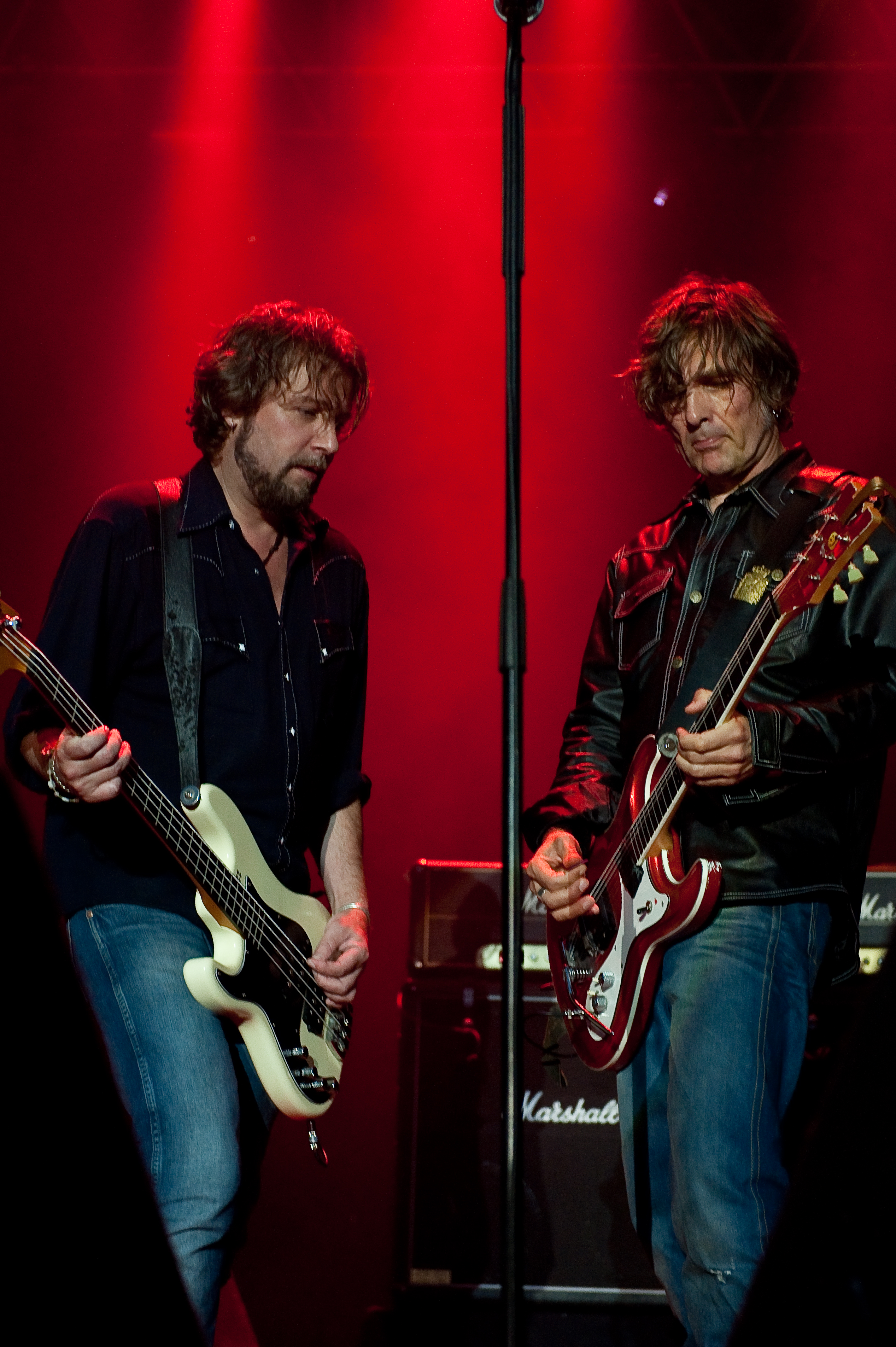
DumDum Boys.

| Classe                 | Artiste                                          | Titre                                       |
| ---------------------- | ------------------------------------------------ | ------------------------------------------- |
| Pop                    | Sigvart Dagsland                                 | Alt eg såg                                  |
| Rock                   | DumDum Boys                                      | Pstereo                                     |
| Musique folk           | Torleiv et Hallvard Bjørgum                      | Skjoldmøyslaget. Faremoslåttar frå Setesdal |
| Jazz                   | Oslo Groove Company                              | Anno 1990                                   |
| Country                | Steinar Albrigtsen                               | Alone Too Long                              |
| Divertissement         | Bjørn Eidsvåg                                    | Alt du vil ha                               |
| Musique classique      | Orchestre philharmonique d'Oslo / Mariss Jansons | Symphonie nº 2 de Mahler                    |
| Visesang               | Gitarkameratene                                  | Typisk norsk                                |
| Disque pour enfants    | Gustav Lorentzen (alias Ludvigsen)               | Bli blid!                                   |
| Découverte de l'année  | CC Cowboys                                       | Blodsbrødre                                 |
| Spellemann de l'année  | Gitarkameratene                                  |                                             |
| Prix d'honneur du jury | Marie Foss / Torstein Grythe                     |                                             |

### 1991
| Classe                | Artiste                                               | Titre                                                    |
| --------------------- | ----------------------------------------------------- | -------------------------------------------------------- |
| Pop                   | Tre Små Kinesere                                      | Luftpalass                                               |
| Rock                  | Jokke & Valentinerne                                  | Frelst!                                                  |
| Musique folk          | Sør-Fron Spelemannslag                                | Den lykkelige frier                                      |
| Jazz                  | Masqualero                                            | Re-enter                                                 |
| Country               | Rick Danko / Jonas Fjeld / Eric Andersen              | Rick Danko / Jonas Fjeld / Eric Andersen                 |
| Divertissement        | Arthur « Oluf » Arntzen                               | Latterkula                                               |
| Musique de chambre    | Truls Mørk/Håkon Austbø                               | Verker av Franck, Chausson, Debussy, Poulenc             |
| Orchestre et chorale  | Leif Ove Andsnes / Orchestre philharmonique de Bergen | Grieg: Piano Konsert / Concerto pour piano nº 2 de Liszt |
| Visesang              | Kari Bremnes                                          | Spor                                                     |
| Classe ouverte        | Knut Reiersrud / Iver Kleive                          | Blå koral                                                |
| Disque pour enfants   | Anne Cath. Vestly                                     | Marte og mormor og mormor og Morten 1-4                  |
| Spellemann de l'année | Dance with a Stranger                                 |                                                          |

### 1992

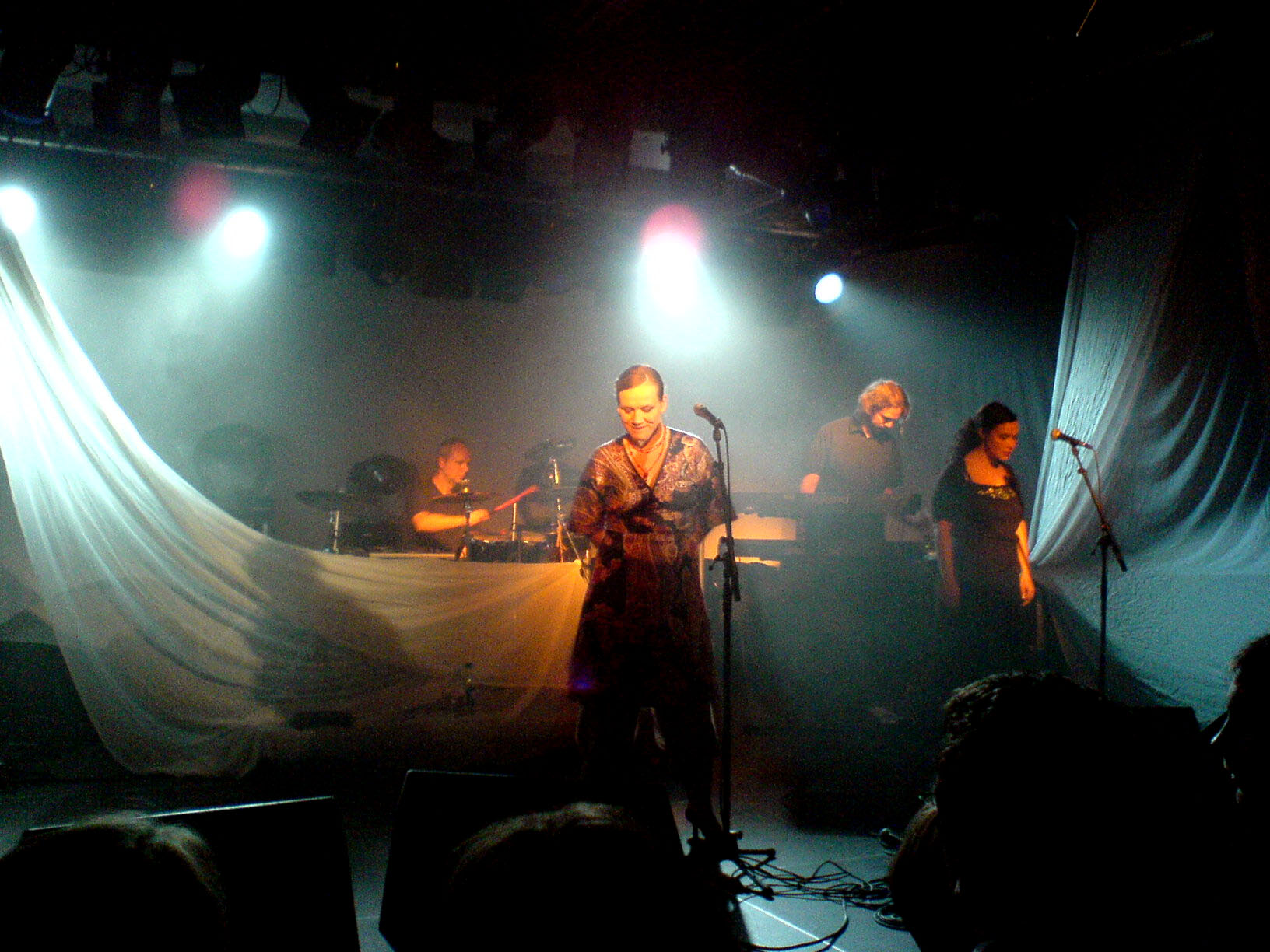
Bel Canto (2006).

| Classe                 | Artiste                                             | Titre                                |
| ---------------------- | --------------------------------------------------- | ------------------------------------ |
| Pop                    | Bel Canto                                           | Shimmering, Warm and Bright          |
| Rock                   | Barbie Bones                                        | Death in the Rockinghorse Factory    |
| Musique folk           | Hauk et Knut Buen                                   | Fykerud'n                            |
| Jazz                   | Knut Riisnæs / Jon Christensen                      | Knut Riisnæs / Jon Christensen       |
| Country                | Eriksen                                             | Two Blue                             |
| Divertissement         | Hanne Krogh                                         | Ta meg til havet                     |
| Musique de chambre     | Leif Ove Andsnes                                    | Chopin: Sonater, mazurkaer og etyder |
| Musique d'orchestre    | Truls Mørk / Det Norske Kammerorkester / Iona Brown | Joseph Haydn : Cellokonserter        |
| Classe ouverte         | Ole Edvard Antonsen                                 | Tour De Force                        |
| Visesang               | Vidar Sandbeck                                      | Legende                              |
| Disque pour enfants    | Gustav Lorentzen                                    | 1. klasse                            |
| Spellemann de l'année  | DumDum Boys                                         |                                      |
| Prix d'honneur du jury | Vidar Sandbeck                                      |                                      |

### 1993

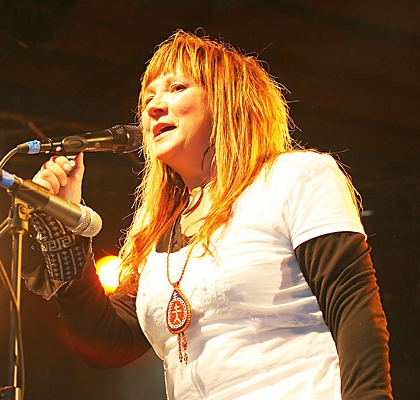
Mari Boine.

| Classe                | Artiste                                                               | Titre                                                           |
| --------------------- | --------------------------------------------------------------------- | --------------------------------------------------------------- |
| Pop                   | Pogo Pops                                                             | Crash                                                           |
| Rock                  | deLillos                                                              | Neste sommer                                                    |
| Musique folk          | Bjørn Odde et Amund Bjørgen                                           | Slåttemusikk frå Lom                                            |
| Jazz                  | Radka Toneff                                                          | Live in Hamburg                                                 |
| Country               | Hellbillies                                                           | Pela stein                                                      |
| Divertissement        | Trio de Janeiro                                                       | Brazilikum                                                      |
| Musique de chambre    | Leif Ove Andsnes                                                      | Sonate pour piano d'Edvard Grieg / Pièces lyriques op. 43 et 54 |
| Musique d'orchestre   | Truls Mørk / Orchestre philharmonique d'Oslo / Mariss Jansons         | Dvorák; Cello-konsert / Variations sur un thème Rococo          |
| Visesang              | Vamp                                                                  | Godmorgen, søster                                               |
| Classe ouverte        | Mari Boine                                                            | Goaskinviellja                                                  |
| Disque pour enfants   | Bukkene Bruse / Geirr Lystrup / Anne Kari Hårnes /Kirsten Bråten Berg | Våre beste barnesanger 2                                        |
| Découverte de l'année | Trine Rein                                                            | Finders, Keepers                                                |
| Spellemann de l'année | The September When                                                    |                                                                 |

### 1994

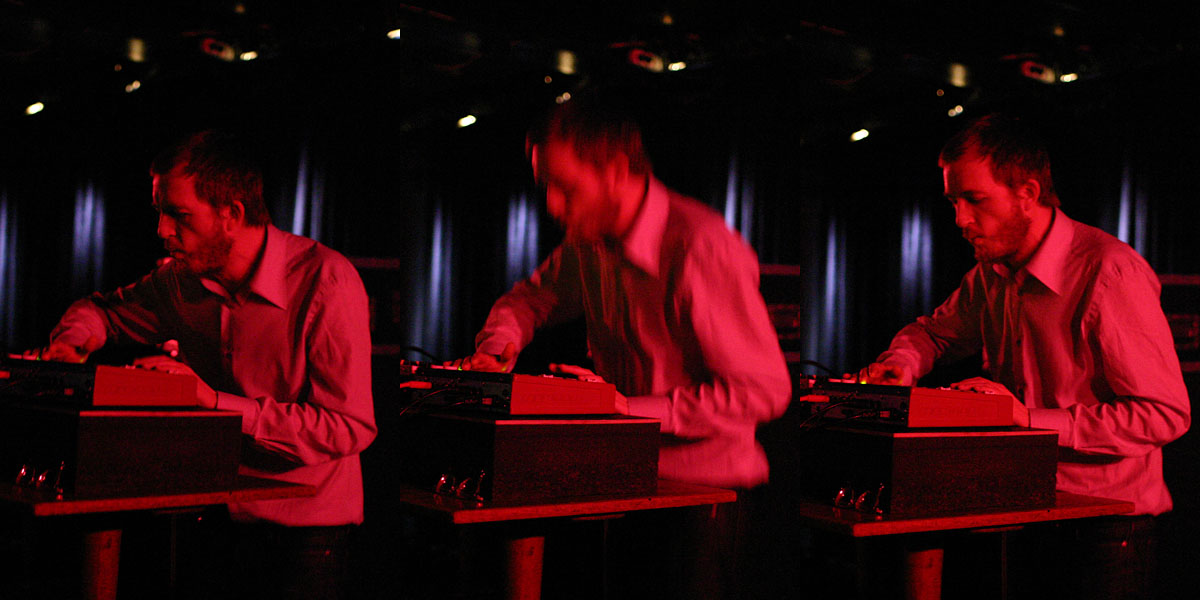
Kim Hiorthøy.

| Classe                | Artiste                                | Titre                                           |
| --------------------- | -------------------------------------- | ----------------------------------------------- |
| Artiste féminine      | Anne Grete Preus                       | Millimeter                                      |
| Artiste masculin      | Jonas Fjeld                            | Nerven i min sang                               |
| Groupe                | Tre små kinesere                       | Hjertemedisin                                   |
| Musique folk          | Knut Buen / Leif Rygg / Kåre Nordstoga | Bjølleslåtten (slåttar etter Ola Mosafinn)      |
| Jazz                  | Egil Kapstad Trio                      | Remembrance                                     |
| Musique classique     | Håkon Austbø                           | Messiaen - Vingt regards sur l'Enfant-Jésus     |
| Disque pour enfants   | Terje Formoe                           | Kaptein Sabeltann og hemmeligheten i Kjuttaviga |
| Meilleur album        | Kim Hiorthøy                           | Motorpsycho : Timothy's Monster                 |
| Chanson de l'année    | Anne Grete Preus                       | Millimeter                                      |
| Album de l'année      | Anne Grete Preus                       | Millimeter                                      |
| Découverte de l'année | Weld                                   | Natural Tools                                   |
| Spellemann de l'année | Øystein Sunde                          |                                                 |

### 1995
| Classe                 | Artiste                                                               | Titre                                                                             |
| ---------------------- | --------------------------------------------------------------------- | --------------------------------------------------------------------------------- |
| Artiste féminine       | Lynni Treekrem                                                        | Haugtussa                                                                         |
| Artiste masculin       | Morten Harket                                                         | Wild Seed                                                                         |
| Groupe                 | deLillos                                                              | Sent og tidlig                                                                    |
| Rock                   | Seigmen                                                               | Metropolis                                                                        |
| Musique folk           | Nye Ringnesin                                                         | Frå vals til vise                                                                 |
| Jazz                   | Vigleik Storaas Trio                                                  | Bilder                                                                            |
| Musique de chambre     | Cikada Strykekvartett                                                 | Black Angels                                                                      |
| Musique d'orchestre    | Truls Mørk et Orchestre philharmonique de Londres avec Mariss Jansons | Concerto pour violoncelle no 1 et Concerto pour violoncelle nº 2 de Chostakovitch |
| Classe ouverte         | Terje Rypdal                                                          | If Mountains Could Sing                                                           |
| Disque pour enfants    | Gustav Lorentzen                                                      | Kanskje kommer kongen                                                             |
| Meilleur album         | Kim Hiorthøy v/Racer BK                                               | Kan det være nødvendig å være så sint?                                            |
| Chanson de l'année     | Morten Harket et Håvard Rem                                           | A Kind of Christmas Card                                                          |
| Album de l'année       | Morten Harket                                                         | Wild Seed                                                                         |
| Découverte de l'année  | Green Cortinas                                                        | Sleep                                                                             |
| Spellemann de l'année  | Morten Harket                                                         |                                                                                   |
| Prix d'honneur du jury | Arne Bendiksen                                                        |                                                                                   |

### 1996

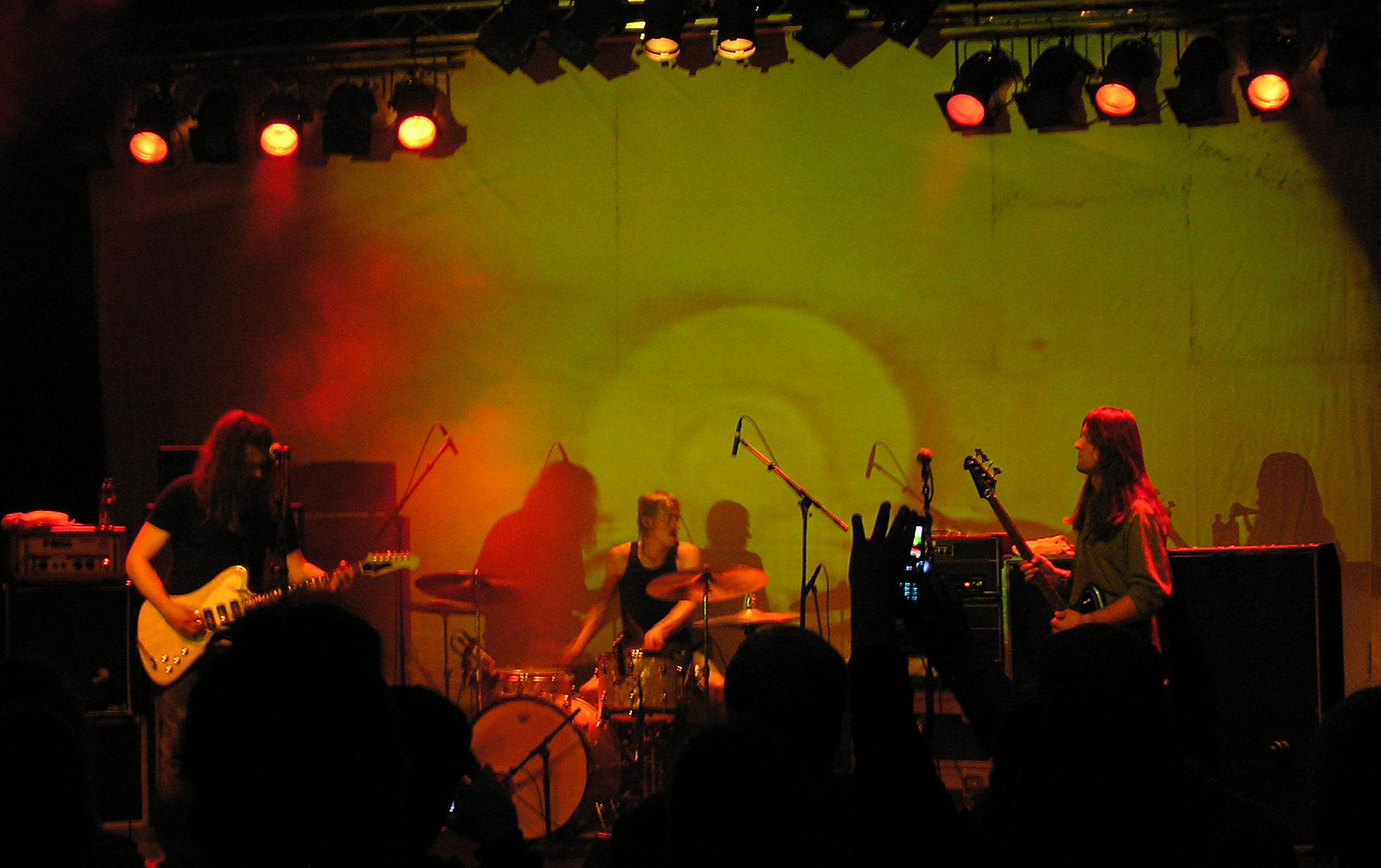
Motorpsycho en 2008

| Classe                 | Artiste                                   | Titre                                                      |
| ---------------------- | ----------------------------------------- | ---------------------------------------------------------- |
| Artiste féminin        | Unni Wilhelmsen                           | To Whom It May Concern                                     |
| Artiste masculin       | Ivar Eidem                                | Missions of a Clown                                        |
| Groupe                 | Bel Canto                                 | Magic Box                                                  |
| Rock                   | Motorpsycho                               | Blissard                                                   |
| Dance/techno           | Bel Canto                                 | Magic Box                                                  |
| Musique folk           | Arne M. Sølvberg                          | Nordfjordslåttar                                           |
| Orchestre de danse     | Ole Ivars                                 | Dans på Skjermertopp                                       |
| Jazz                   | Bugge Wesseltoft                          | New Conception of Jazz                                     |
| Musique de chambre     | Vertavokvartetten                         | Carl Nielsen: strykekvartetter op. 5 og 13                 |
| Musique pour orchestre | Det Norske Kammerorkester avec Iona Brown | Grieg et Nielsen : Musikk for strykeorkester               |
| Visesang               | Vamp                                      | 13 humler                                                  |
| Classe ouverte         | Mari Boine                                | Eallin                                                     |
| Disque pour enfants    | Eventyr-ensemblet                         | Manndattera og kjerringdattera/Huldra som var så giftesjuk |
| Album de l'année       | Unni Wilhelmsen                           | To Whom It May Concern                                     |
| Découverte de l'année  | Helén Eriksen                             | Standards                                                  |
| Chanson de l'année     | Odd Børretzen / Lars Martin Myhre         | Noen ganger er det All Right                               |
| Spellemann de l'année  | D.D.E.                                    |                                                            |
| Prix d'honneur du jury | Odd Børretzen                             |                                                            |

### 1997

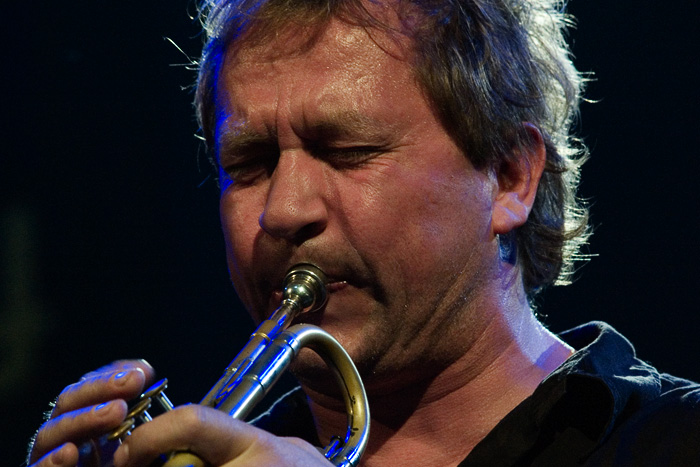
Nils Petter Molvær (2006).

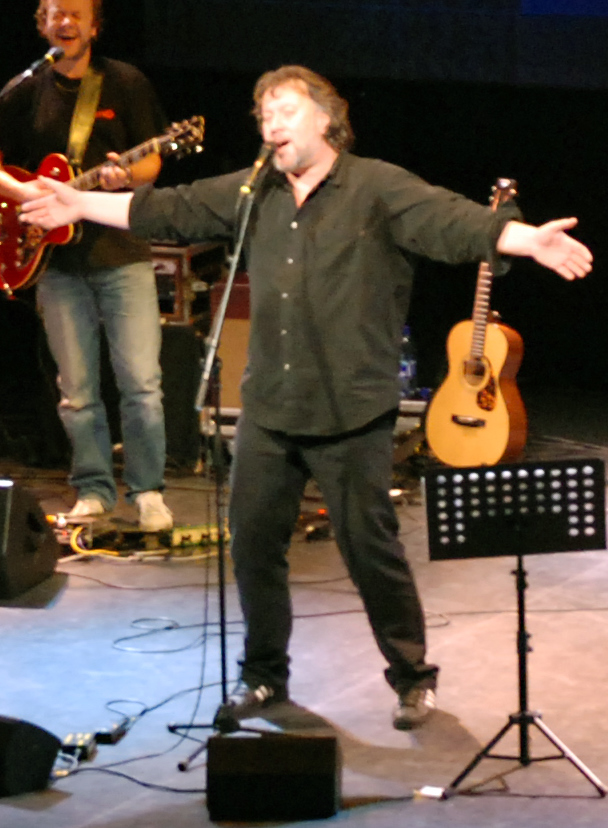
Bjørn Eidsvåg (2006).

La soirée de remise des prix a lieu le 3 avril 1998 au Château neuf à Oslo.
| Classe                  | Artiste                            | Titre                                                 |
| ----------------------- | ---------------------------------- | ----------------------------------------------------- |
| Pop (solo)              | Espen Lind                         | Red                                                   |
| Pop (groupe)            | Velvet Belly                       | Lucia                                                 |
| Rock                    | Poor Rich Ones                     | From the Makers of Ozium                              |
| Hardrock                | Motorpsycho                        | Angels and Daemons at Play                            |
| Dance/techno            | Palace of Pleasure                 | Emperor Norton                                        |
| Musique folk            | Ragnhild Furholt                   | Segner syng                                           |
| Orchestre de danse      | Gluntan                            | Levandes live                                         |
| Jazz                    | Vigleik Storaas Trio               | Andre bilder                                          |
| Musique classique       | Sigurd Slåttebrekk                 | Maurice Ravel: Musikk for piano                       |
| Musique actuelle        | Trond Sæverud                      | Ghosts: Fiolinmusikk de Hvoslef, Nordheim et Haugland |
| Paroles et chanson rock | Odd Børretzen et Lars Martin Myhre | Vintersang                                            |
| Classe ouverte          | Nils Petter Molvær                 | Kmher                                                 |
| Disque pour enfant      | Petter Moen et Øyvind Gravdal      | Livet i Lyriaka                                       |
| Artiste de l'année      | Espen Lind                         |                                                       |
| Découverte de l'année   | Locomotives                        | Spin                                                  |
| Chanson de l'année      | Espen Lind                         | «When Susannah Cries»                                 |
| Spellemann de l'année   | Bjørn Eidsvåg                      |                                                       |
| Prix spécial du jury    | Lene Nystrøm                       |                                                       |

### 1998

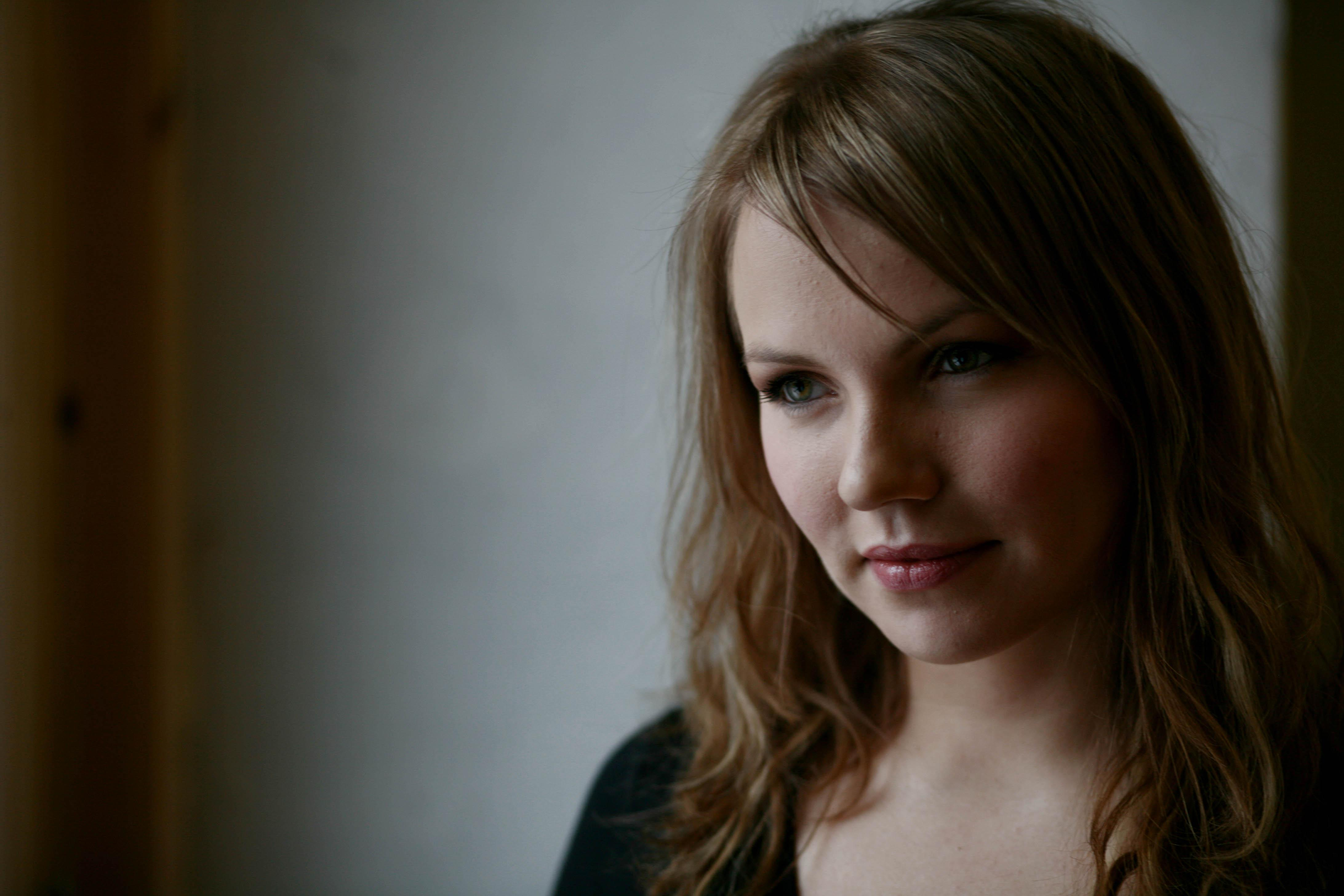
Lene Marlin.

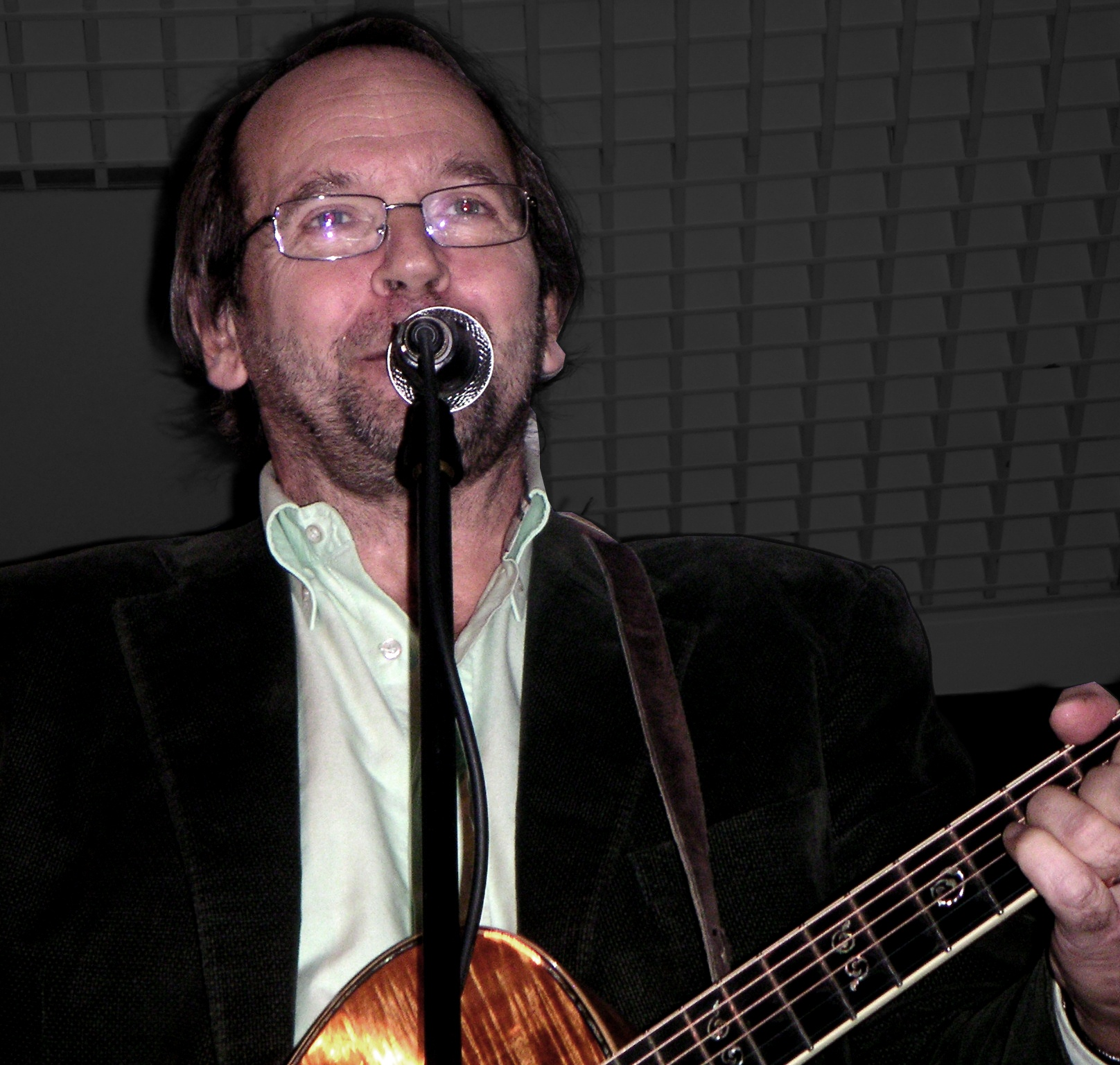
Ole Paus.

La soirée de remise des prix a lieu le 19 février 1999 à l'Oslo Spektrum à Oslo.
| Classe                  | Artiste                                             | Titre                           |
| ----------------------- | --------------------------------------------------- | ------------------------------- |
| Pop (solo)              | Bertine Zetlitz                                     | Morbid Latenight Show           |
| Pop (groupe)            | D'Sound                                             | Beauty Is a Blessing            |
| Rock                    | Midnight Choir                                      | Amsterdam Stranded              |
| Hardrock                | Covenant                                            | Nexus Polaris                   |
| Dance                   | Päronsoda                                           | A Nightclub in Tunisia          |
| Musique folk            | Bjarne Herrefoss / Knut Hamre / Hallvard T. Bjørgum | Toneflaum                       |
| Orchestre de danse      | Picazzo                                             | Blanke ark                      |
| Jazz                    | Espen Rud Sextett                                   | Rudlende                        |
| Musique classique       | Solveig Kringlebotn                                 | Black Roses                     |
| Musique actuelle        | Orchestre philharmonique d'Oslo                     | Lasse Thoresen - The Sonic Mind |
| Paroles et chanson rock | Vamp                                                | Flua på veggen                  |
| Classe ouverte          | Sidsel Endresen/Bugge Wesseltoft                    | Duplex Ride                     |
| Disque pour enfants     | Gamlebyen skoles elever                             | Syng som småfolk                |
| Artiste de l'année      | Vidar Busk                                          | I Came Here To Rock             |
| Découverte de l'année   | Bertine Zetlitz                                     | Morbid Latenight Show           |
| Chanson de l'année      | Lene Marlin                                         | «Unforgivable Sinner»           |
| Spellemann de l'année   | Leif Ove Andsnes                                    |                                 |
| Prix d'honneur du jury  | Ole Paus                                            |                                 |

### 1999
La soirée de remise des prix a lieu le 25 février 2000 à l'Oslo Spektrum, à Oslo.
| Classe                  | Artiste                                                                      | Titre                                                                                     |
| ----------------------- | ---------------------------------------------------------------------------- | ----------------------------------------------------------------------------------------- |
| Pop (solo)              | Lene Marlin                                                                  | Playing My Game                                                                           |
| Pop (groupe)            | Savoy                                                                        | Mountains of Time                                                                         |
| Rock                    | Madrugada                                                                    | Industrial Silence                                                                        |
| Hardrock                | The Kovenant                                                                 | Animatronic                                                                               |
| Dance                   | Palace of Pleasure                                                           | Popaganda                                                                                 |
| Musique folk            | Kvarts                                                                       | Kvarts                                                                                    |
| Orchestre de danse      | Ole Ivars                                                                    | Ole Ivars i 2000                                                                          |
| Jazz                    | Karin Krog et John Surman                                                    | Bluesand                                                                                  |
| Musique classique       | Truls Mørk                                                                   | Concerto pour violoncelle d'Edward Elgar et Symphonie pour violoncelle (Benjamin Britten) |
| Musique actuelle        | Orchestre philharmonique d'Oslo, Det Norske Kammerorkester, Oslo Sinfonietta | Rolf Wallin : Boyl                                                                        |
| Paroles et chanson rock | Jan Eggum                                                                    | Deilig                                                                                    |
| Classe ouverte          | Krøyt                                                                        | Low                                                                                       |
| Disque pour enfants     | Diverse Artister (NRK Barn)                                                  | Jul i Blåfjell                                                                            |
| Artiste de l'année      | Lene Marlin                                                                  |                                                                                           |
| Vidéo                   | Babel Fish                                                                   | Light of Day                                                                              |
| Découverte de l'année   | Lene Marlin                                                                  | Playing My Game                                                                           |
| Chanson de l'année      | Lene Marlin                                                                  | Sitting Down Here                                                                         |
| Spellemann de l'année   | Ole Ivars                                                                    |                                                                                           |
| Prix d'honneur du jury  | Sven Nyhus                                                                   |                                                                                           |

### 2000

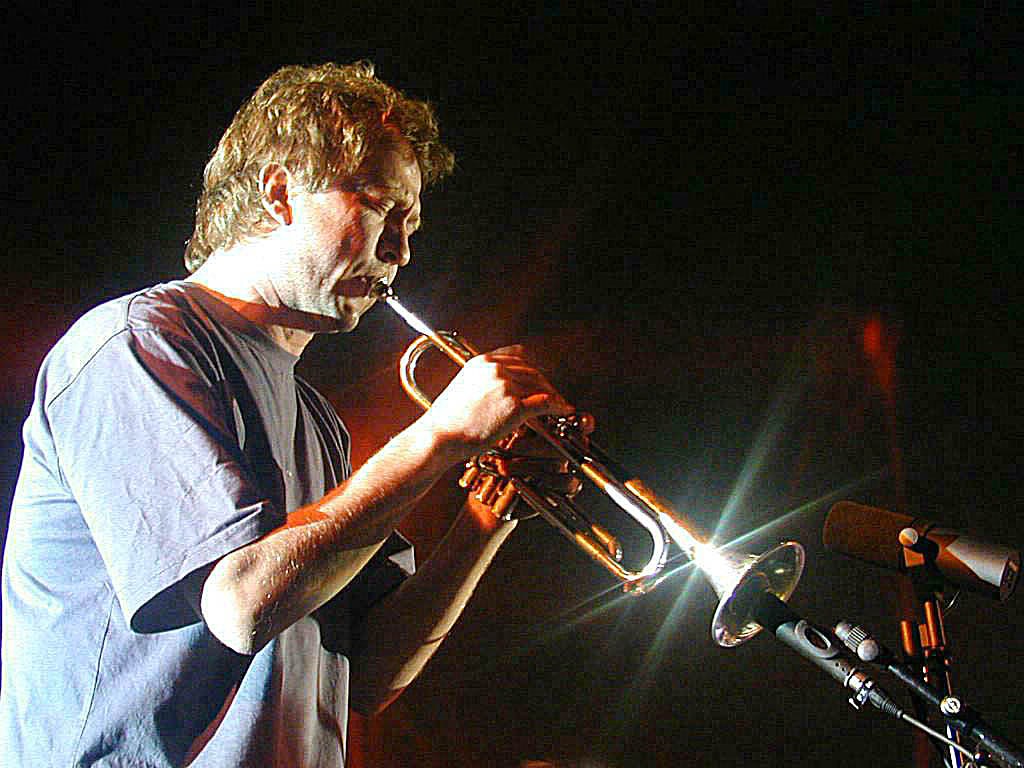
Nils Petter Molvær.

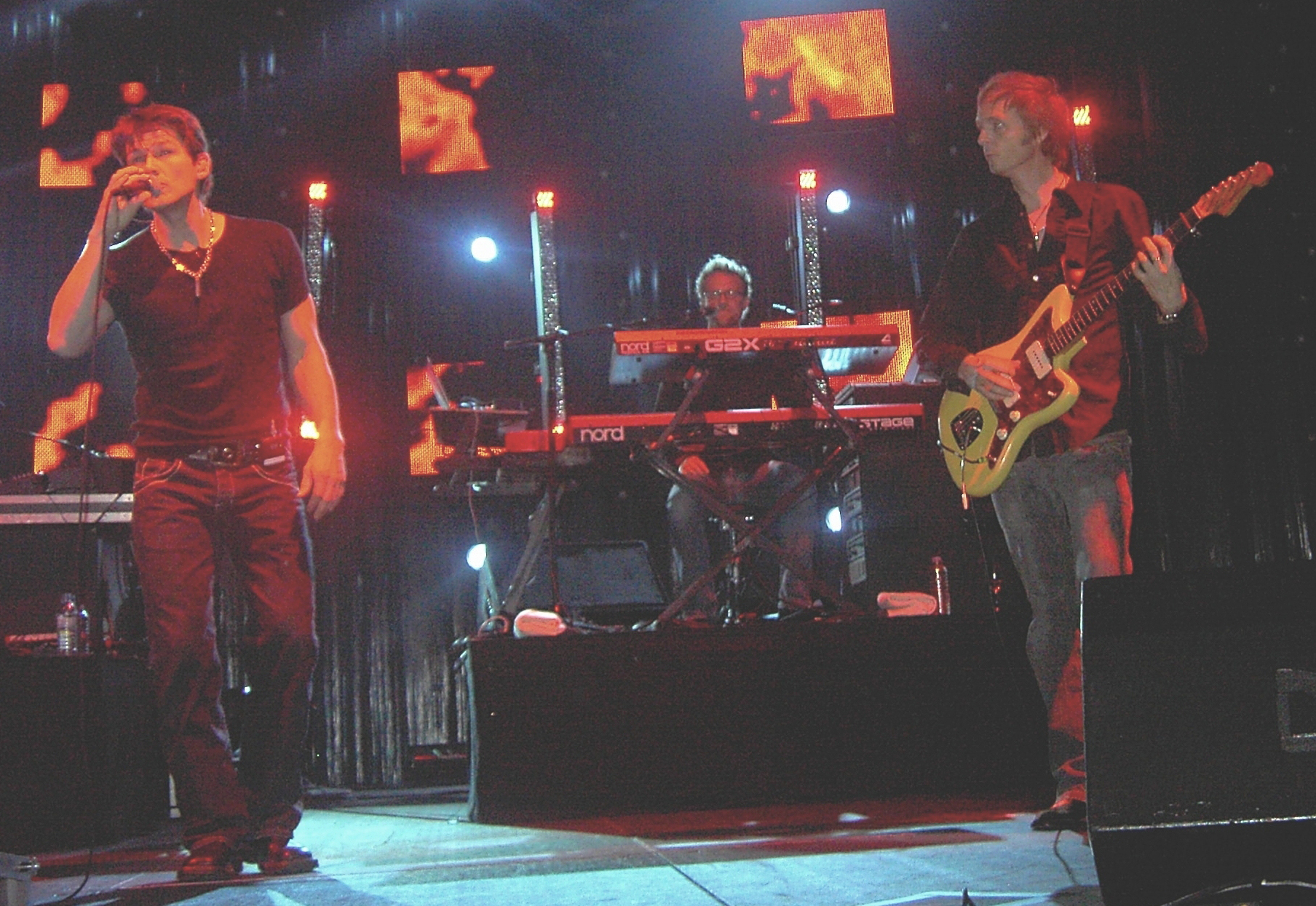
A-ha (2005).

La soirée de remise des prix a lieu le 2 mars 2001 à l'Oslo Spektrum, à Oslo.
| Classe                  | Artiste                                       | Titre                                      |
| ----------------------- | --------------------------------------------- | ------------------------------------------ |
| Pop (solo)              | Bertine Zetlitz                               | Beautiful So Far                           |
| Pop (groupe)            | Briskeby                                      | Jeans for Onassis                          |
| Rock                    | Motorpsycho                                   | Let Them Eat Cake                          |
| Hardrock                | Sensa Anima                                   | Sin Thatic                                 |
| Dance/hip-hop           | Biosphere                                     | Cirque                                     |
| Musique folk            | Håkon Høgemo                                  | Solo                                       |
| Orchestre de danse      | Ole Ivars                                     | Medisin mot det meste                      |
| Jazz                    | Petter Wettre, Per Oddvar Johansen            | The Only Way to Travel                     |
| Musique classique       | Leif Ove Andsnes et Det Norske Kammerorkester | Haydn : concertos pour piano no 3, 4 et 11 |
| Musique actuelle        | Kenneth Karlsson                              | Sofferte Onde Serene                       |
| Paroles et chanson rock | Kari, Ola et Lars Bremne                      | Soløye                                     |
| Disque pour enfants     | Asgeir                                        | Fritt fram                                 |
| Classe ouverte          | Nils Petter Molvær                            | Solid Ether                                |
| Artiste de l'année      | Briskeby                                      | Jeans for Onassis                          |
| Vidéo de l'année        | a-ha                                          | Velvet                                     |
| Découverte de l'année   | Briskeby                                      | Jeans for Onassis                          |
| Chanson de l'année      | Briskeby                                      | Propaganda                                 |
| Spellemann de l'année   | Herborg Kråkevik                              |                                            |
| Prix de l'industrie     | Kjell Hillveg                                 |                                            |
| Prix d'honneur du jury  | a-ha                                          |                                            |

### 2001

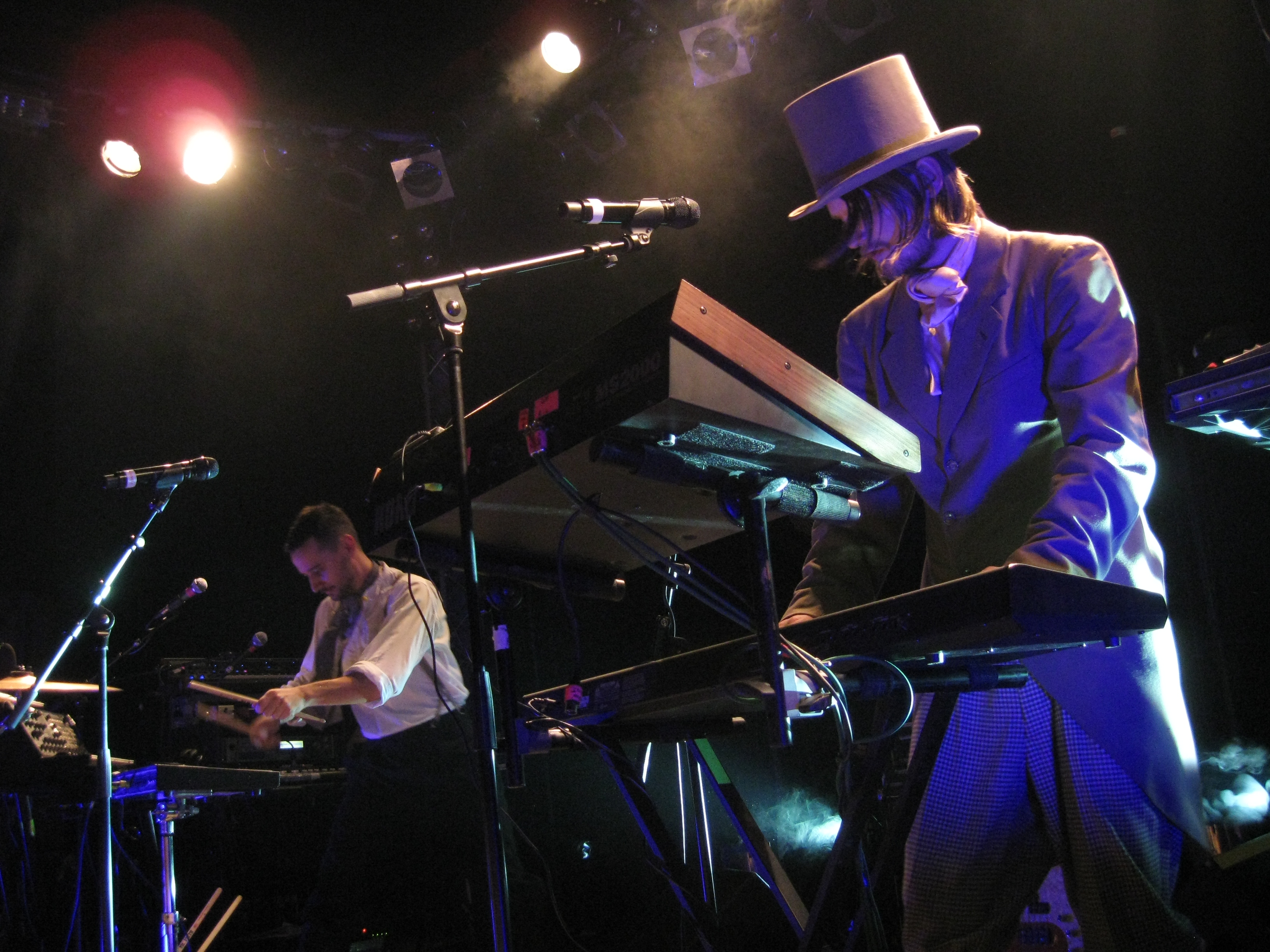
Röyksopp.

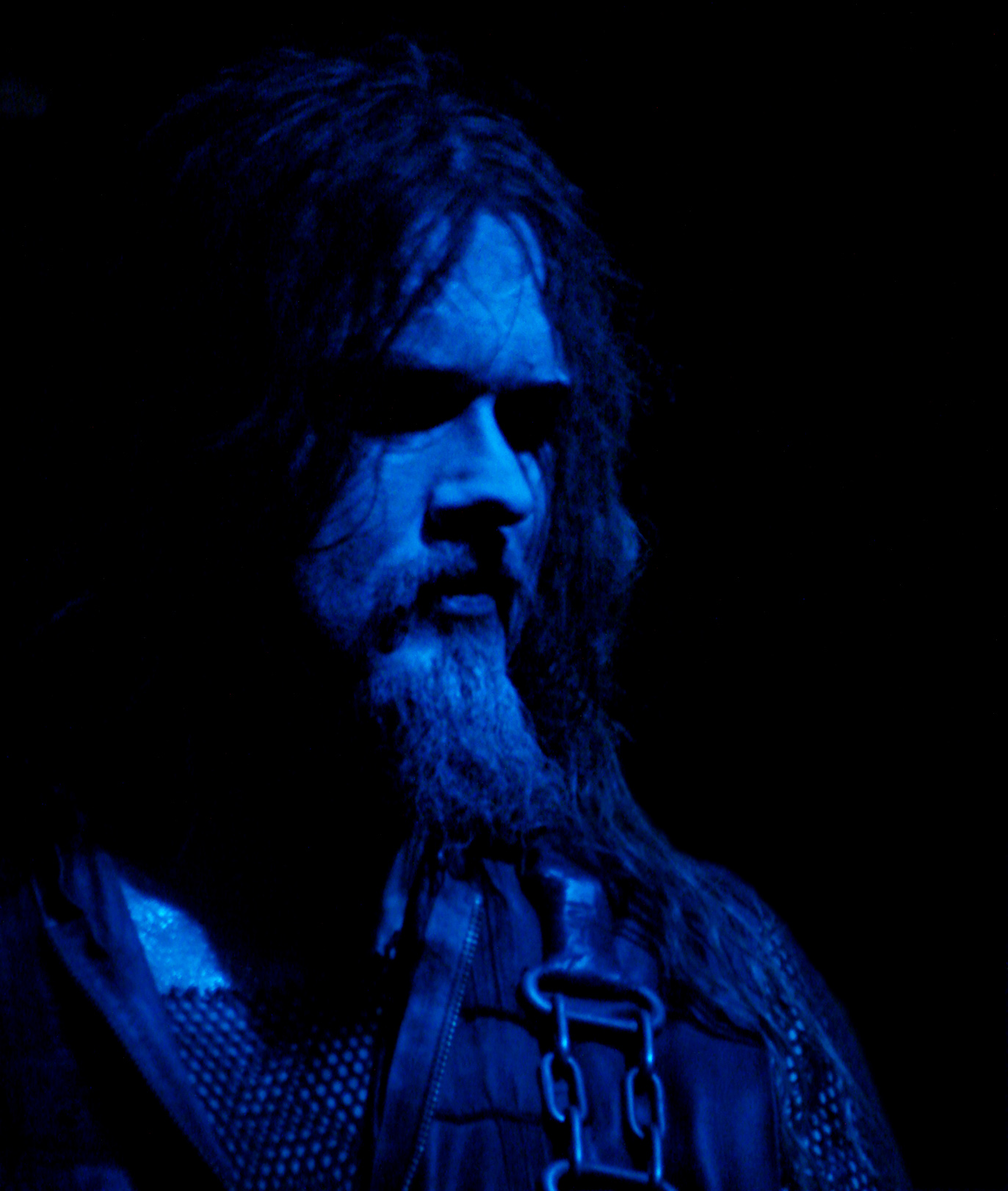
ICS Vortex (Dimmu Borgir).

La soirée de remise des prix a lieu le 1er mars 2002 à l'Oslo Spektrum à Oslo.
| Classe                             | Artiste                            | Titre                                |
| ---------------------------------- | ---------------------------------- | ------------------------------------ |
| Pop (solo)                         | Morten Abel                        | I'll Come Back and Love You Forever  |
| Pop (groupe)                       | Savoy                              | Reasons to Stay Indoors              |
| Rock                               | Kaizers Orchestra                  | Ompa til du dør                      |
| Musique électronique               | Röyksopp                           | Melody A.M.                          |
| Blues                              | Bjørn Berge                        | Stringmachine                        |
| Metal                              | Dimmu Borgir                       | Puritanical Euphoric Misanthropia    |
| Hip-hop                            | Klovner i kamp                     | Bjølsen hospital                     |
| Classe ouverte                     | Anja Garbarek                      | Smiling and Waving                   |
| Musique folk                       | Per Sæmund Bjørkum                 | Berg og vatn                         |
| Orchestre de danse                 | Scandinavia                        | De aller beste «live»                |
| Jazz                               | Urban Connection                   | Urban Connection                     |
| Musique classique                  | Rolf Lislevand                     | Alfabeto                             |
| Musique actuelle                   | Peter Herresthal                   | Arne Nordheim; Complete Violin Music |
| Viser                              | Halvdan Sivertsen                  | Tvil, håp og kjærlighet              |
| Disque pour enfants                | Uhu! (NRK Barn)                    | Uhu!                                 |
| Vidéo de l'année                   | Röyksopp                           | Eple                                 |
| Découverte de l'année              | Sondre Lerche                      | Faces Down                           |
| Chanson de l'année                 | Morten Abel                        | I'll Come Back and Love You Forever  |
| Spellemann de l'année              | Morten Abel                        |                                      |
| Succès norvégien de tous les temps | Odd Børretzen et Lars Martin Myhre | Noen ganger er det All Right         |

### 2002
| Classe                | Artiste                              | Titre                             |
| --------------------- | ------------------------------------ | --------------------------------- |
| Viser                 | Odd Børretzen et Lars Martin Myhre   | Kelner!                           |
| Rock                  | Madrugada                            | Grit                              |
| Metal                 | Satyricon                            | Volcano                           |
| Hip-hop               | Paperboys                            | No Cure for Life                  |
| Pop (solo)            | Thomas Dybdahl                       | …That Great October Sound         |
| Pop (groupe)          | Ephemera                             | Balloons and Champagne            |
| Musique électronique  | Salvatore                            | Tempo                             |
| Classe ouverte        | Sidsel Endresen et Bugge Wesseltoft  | Out Here, In There                |
| Jazz                  | Come Shine                           | Do Do That Voodoo                 |
| Blues                 | Bjørn Berge                          | Illustrated Man                   |
| Musique classique     | Leif Ove Andsnes                     | Schubert; Pianosonate A-Dur D 959 |
| Musique actuelle      | Frode Haltli                         | Looking on Darkness               |
| Musique folk          | Øyonn Groven Myhren et Odd Nordstoga | Nivelkinn                         |
| Orchestre de danse    | Dænsebændet                          | Får vi lov?                       |
| Disque pour enfants   | Uhu! ([NRK Barn)                     | Uhu! Vol. 2                       |
| Vidéo de l'année      | Röyksopp                             | Remind Me                         |
| Découverte de l'année | Gåte                                 | Jygri                             |
| Chanson de l'année    | Bjørn Eidsvåg                        | Mysteriet deg                     |
| Spellemann de l'année | Röyksopp                             |                                   |

### 2003
La soirée de remise des prix a lieu le 28 février 2004 au Château neuf, à Oslo.
| Classe                 | Artiste                       | Titre                                 |
| ---------------------- | ----------------------------- | ------------------------------------- |
| Artiste féminine (pop) | Bertine Zetlitz               | Sweet Injections                      |
| Artiste masculin (pop) | Magnet                        | On Your Side                          |
| Pop (groupe)           | Ephemera                      | Air                                   |
| Musique électronique   | Xploding Plastix              | The Donca Matic Singalongs            |
| Rock                   | Turboneger                    | Scandinavian Leather                  |
| Blues/country          | Vidar Busk                    | Love Buzz                             |
| Metal                  | Dimmu Borgir                  | Death Cult Armageddon                 |
| Hip-hop                | Equicez                       | State of Emergency - Generation Equiz |
| Musique folk           | Majorstuen                    | Majorstuen                            |
| Orchestre de danse     | Ole Ivars                     | Hverdag & fest                        |
| Jazz                   | Atomic (en)                   | Boom Boom                             |
| Musique classique      | Leif Ove Andsnes              | Grieg/Schumann: Piano Concertos       |
| Musique actuelle       | Hans-Kristian Kjos Sørensen   | Open                                  |
| Viser                  | Erik Bye et Marinemusikken    | I dur og brott                        |
| Classe ouverte         | Niko Valkeapää                | Niko Valkeapää                        |
| Disque pour enfants    | Hege Rimestad / Geirr Lystrup | Fly som en stein                      |
| Vidéo de l'année       | Kaizers Orchestra             | Evig pint                             |
| Découverte de l'année  | Julian Berntzen               | Waffytown                             |
| Chanson de l'année     | Kurt Nilsen                   | She's So High                         |
| Spellemann de l'année  | Silje Nergaard                |                                       |
| Prix d'honneur         | Wenche Myhre                  |                                       |

### 2004
La soirée de remise des prix a lieu le 26 février 2005 à l'Oslo Spektrum, à Oslo.
| Classe                | Artiste                         | Titre                                         |
| --------------------- | ------------------------------- | --------------------------------------------- |
| Artiste féminin       | Sissy Wish                      | You May Breathe…                              |
| Artiste masculin      | Odd Nordstoga                   | Luring                                        |
| Pop (groupe)          | The National Bank               | The National Bank                             |
| Musique électronique  | Lars Horntveth                  | Pooka                                         |
| Rock                  | WE                              | Smugglers                                     |
| Blues/country         | Knut Reiersrud                  | Pretty Ugly                                   |
| Metal                 | Enslaved                        | Isa                                           |
| Hip-hop/RnB           | Madcon                          | It's All a MadCon                             |
| Musique folk          | Vidar Lande et Gunhild Tømmerås | Sordølen - Slåtter og Slåttestev fra Setesdal |
| Orchestre de danse    | Ole Ivars                       | Heldiggriser                                  |
| Jazz                  | Solveig Slettahjell             | Silver                                        |
| Musique classique     | Grieg Trio                      | Dvorak: Complete Piano Trios                  |
| Viser                 | Kaia Huuse                      | Trist og fint                                 |
| Classe ouverte        | Frode Fjellheim                 | Aejlies Gaaltije - The Sacred Source          |
| Disque pour enfants   | Eva Trones                      | Lille Bille                                   |
| Vidéo de l'année      | Margaret Berger                 | Lifetime Guarantee                            |
| Découverte de l'année | Annie                           | Anniemal                                      |
| Chanson de l'année    | Kurt Nilsen                     | My Street                                     |
| Spellemann de l'année | Odd Nordstoga                   |                                               |

### 2005
La soirée de remise des prix a lieu le 28 janvier 2006 au Château neuf à Oslo.
| Classe                       | Artiste                                          | Titre                                                               |
| ---------------------------- | ------------------------------------------------ | ------------------------------------------------------------------- |
| Artiste féminine de l'année  | Ane Brun                                         | A Temporary Dive                                                    |
| Artiste masculin de l'année  | Robert Post                                      | Robert Post                                                         |
| Pop (groupe)                 | Röyksopp                                         | The Understanding                                                   |
| Musique électronique         | Alog                                             | Miniatures                                                          |
| Musique actuelle             | Nils Henrik Asheim                               | 19 March 2004, Oslo Cathedral                                       |
| Rock                         | Madrugada                                        | The Deep End                                                        |
| Blues                        | Kåre Virud Band                                  | Ild og vann                                                         |
| Country                      | The Respatexans                                  | Shine On                                                            |
| Metal                        | Audrey Horne                                     | No Hay Banda                                                        |
| Hip-hop / RnB                | Paperboys                                        | When Worlds Collide                                                 |
| Musique folk                 | Sigrid Moldestad / Einar Mjølsnes / Håkon Høgemo | Gamaltnymalt                                                        |
| Groupe de danse              | Ole Ivars                                        | Vi tar det tel manda'n                                              |
| Jazz                         | Hans Mathisen                                    | Quiet Songs                                                         |
| Musique classique            | Leif Ove Andsnes                                 | Concerto pour piano no 1 et Concerto pour piano nº 2 de Rachmaninov |
| Viser                        | Vamp[Lequel ?]                                   | Siste stikk                                                         |
| Classe ouverte               | Nils Petter Molvær                               | Er                                                                  |
| Disque pour enfants          | Geirr Lystrup                                    | Sangen om Yebo                                                      |
| Découverte de l'année        | Marthe Valle                                     | It's a Bag of Candy                                                 |
| Succès de l'année            | Madrugada et Ane Brun                            | Lift Me                                                             |
| Vidéo de l'année             | Robert Post                                      | Got None                                                            |
| Spellemann de l'année        | Madrugada                                        |                                                                     |
| Prix d'honneur du jury       | Terje Rypdal                                     |                                                                     |
| Prix de l'industrie musicale | Sæmund Fiskvik                                   |                                                                     |
| Prix de l'industrie musicale | Jan Paulsen                                      |                                                                     |

### 2006
La soirée de remise des prix a lieu le 27 janvier 2007 au Château neuf, à Oslo.
| Classe                       | Artiste                                             | Titre                                                                                     |
| ---------------------------- | --------------------------------------------------- | ----------------------------------------------------------------------------------------- |
| Artiste féminine             | Marit Larsen                                        | Under the Surface                                                                         |
| Artiste masculin             | Thomas Dybdahl                                      | Science                                                                                   |
| Pop (groupe)                 | Minor Majority                                      | Reasons to Hang Around                                                                    |
| Musique électronique         | Lindstrøm                                           | It's a Feedelity Affair                                                                   |
| Musique actuelle             | Grex Vocalis og KORK                                | Arne Nordheim: Draumkvedet                                                                |
| Rock                         | 120 Days                                            | 120 Days                                                                                  |
| Blues                        | Rita Engedalen                                      | Heaven Ain't Ready for Me Yet                                                             |
| Country                      | Ila Auto                                            | If You Keep Pickin' it Might Never Heal                                                   |
| Metal                        | Enslaved                                            | Ruun                                                                                      |
| Hip-hop                      | Darkside of the Force                               | El dia de los puercos                                                                     |
| Musique folk                 | Kvarts                                              | Steinsprang                                                                               |
| Orchestre de danse           | Scandinavia                                         | Alle mann til pumpene                                                                     |
| Jazz                         | Atomic (en)                                         | Happy New Ears!                                                                           |
| Musique classique            | Marianne Thorsen / Solistes de Trondheim            | Concerto pour violon no 1, Concerto pour violon no 2, Concerto pour violon n° 3 de Mozart |
| Viser                        | Lars Bremnes                                        | Hjertekaptein                                                                             |
| Classe ouverte               | Hanne Hukkelberg                                    | Rykestrasse 68                                                                            |
| Disque pour enfants          | Jul i Svingen (divers artistes)                     | Jul i Svingen                                                                             |
| Découverte de l'année        | 120 Days                                            | 120 Days                                                                                  |
| Succès de l'année            | Lind, Nilsen, Fuentes, Holm                         | Hallelujah                                                                                |
| Vidéo de l'année             | Marit Larsen                                        | Don't Save Me                                                                             |
| Spellemann de l'année        | Vamp                                                |                                                                                           |
| Prix de l'industrie musicale | Stargate                                            |                                                                                           |
| Prix d'honneur du jury       | Åge Aleksandersen, Bjørn Eidsvåg et Sissel Kyrkjebø |                                                                                           |

### 2007
La soirée de remise des prix a lieu le 2 février 2008 à l'Oslo Spektrum, à Oslo.
| Classe                       | Artiste                            | Titre                                | Label                    |
| ---------------------------- | ---------------------------------- | ------------------------------------ | ------------------------ |
| Artiste féminine             | Susanne Sundfør                    | Susanne Sundfør                      | MBN                      |
| Artiste masculin             | Magnet                             | The Simple Life                      | Sony BMG                 |
| Pop (groupe)                 | Superfamily                        | Warszawa                             | Propeller Rec.           |
| Musique électronique         | Salvatore                          | Days of Rage                         | Racing Junior            |
| Musique actuelle             | Kari Rønnekleiv / Ole-Henrik Moe   | Ciaccona/3 Persephone Perceptions    | Rune Grammofon           |
| Rock                         | My Midnight Creeps                 | Histamin                             | MMC Records              |
| Blues                        | Kjetil Grande                      | Uppers, Downers, Screamers & Howlers | Fabuloso Records         |
| Country                      | Hellbillies                        | Spissrotgang                         | EMI Music Norway         |
| Metal                        | Mayhem                             | Ordo Ad Chao                         | Season Of Mist           |
| Hip-hop                      | Madcon                             | So Dark the Con of Man               | Bonner Amigo             |
| Folkemusikk/gammaldans       | Sigrid Moldestad                   | Taus                                 | Heilo                    |
| Orchestre de danse           | Anne Nørdsti                       | Livli' på låven                      | Tylden and Co            |
| Jazz                         | Petter Wettre                      | Fountain of Youth                    | Household Records        |
| Musique classique            | Orchestre philharmonique de Bergen | Prokofiev : Roméo et Juliette        | Bis Records AB           |
| Viser                        | Henning Kvitnes                    | Stemmer i gresset                    | Bonnier Amigo/Scandicana |
| Classe ouverte               | Live Maria Roggen                  | Circuit Songs                        | Jazzland                 |
| Disque pour enfants          | Rasmus og Verdens Beste Band       | Kyssing e hæsli…                     | MBN                      |
| Découverte de l'année        | Tine Thing Helseth                 | Haydn/Hummel/Albinoni/Neruda         | Simax Classics           |
| Chanson de l'année           | Madcon                             | Beggin'                              | Bonner Amigo             |
| Vidéo de l'année             | Dimmu Borgir                       | The Serpentine Offering              | Nuclear Blast            |
| Spellemann de l'année        | Hellbillies                        |                                      |                          |
| Prix de l'industrie musicale | Rolf Løvland                       |                                      |                          |
| Prix d'honneur du jury       | DumDum Boys                        |                                      |                          |

### 2008
La soirée de remise des prix a lieu le 24 janvier 2009 à l'Oslo Spektrum à Oslo.
| Classe                              | Artiste                | Titre                                     | Label                                     |
| ----------------------------------- | ---------------------- | ----------------------------------------- | ----------------------------------------- |
| Artiste féminine                    | Maria Mena             | Cause and Effect                          | Sony Music                                |
| Artiste masculin                    | Thom Hell              | God If I Saw Her Now                      | Voices of Wonder                          |
| Pop (groupe)                        | Real Ones              | All for the Neighbourhood                 | Warner Music                              |
| Musique électronique                | Lindstrøm              | Where You Go I Go Too                     | Smalltown Supersound                      |
| Musique contemporaine               | Ellen Ugelvik          | George Crumb: Makrokosmos I-II            | Simax Classics                            |
| Rock                                | Lukestar               | Lake Toba                                 | Phone Me                                  |
| Blues                               | ORBO and the Longshots | High Roller                               | Blue Mood/Grappa                          |
| Country                             | Ida Jenshus            | Color of the Sun                          | Universal Music                           |
| Metal                               | Enslaved               | Vertebrae                                 | Indie Recordings                          |
| Hip-hop                             | Karpe Diem             | Fire vegger                               | Bonnier Music                             |
| Musique folk                        | Gjermund Larsen Trio   | Ankomst                                   | Heilo                                     |
| Orchestre de danse                  | Ingemars               | I Finnskogens rike                        | Tylden and Co                             |
| Jazz                                | Helge Lien Trio        | Hello Troll                               | Ozella/Musikklosen                        |
| Musique classique                   | Henning Kraggerud      | Eugène Ysaÿe: Six Sonatas For Solo Violin | Simax Classics                            |
| Viser                               | Halvdan Sivertsen      | Mellom oss                                | EMI Music Norway/Nordaførr                |
| Classe ouverte                      | Farmers Market         | Surfin' USSR                              | Ipecac                                    |
| Disque pour enfants                 | Trondheim Sinfonietta  | Så rart…!                                 | Øra Musikk as                             |
| Compositeur actuel de l'année       | Risto Holopainen       | Garbage Collection                        | Mere Records                              |
| Compositeur populaire de l'année    | Thom Hell              | Darling                                   | Voices of Wonder                          |
| Auteur de l'année                   | Odd Børretzen          | Paradise Bay» fra albumet                 | BigBox Music                              |
| Découverte de l'année               | Ida Maria              | Fortress Round My Heart                   | Nightliner/Universal                      |
| Succès de l'année                   | The BlackSheeps        | Oro jaska beana                           |                                           |
| Vidéo de l'année                    | Madcon                 | Liar                                      | Bonnier Amigo Music (Regi: Kaveh Tehrani) |
| Spellemann de l'année               | Espen Lind             |                                           |                                           |
| Prix de l'exportation               | Madcon                 |                                           |                                           |
| Prix de l'industrie musicale        | Audun Tylden           |                                           |                                           |
| Chanson toute époque de la liste VG | a-ha                   | Take on Me                                |                                           |

### 2009
La soirée de remise des prix a lieu le 6 mars 2010 à l'Oslo Spektrum, à Oslo.
| Classe                           | Artiste                                                                                     | Titre                                                | Label                                        |
| -------------------------------- | ------------------------------------------------------------------------------------------- | ---------------------------------------------------- | -------------------------------------------- |
| Artiste féminine                 | Noora Noor                                                                                  | Soul Deep                                            | Blue Mood Records                            |
| Artiste masculin                 | Sivert Höyem                                                                                | Moon Landing                                         | Hektor Grammofon                             |
| Pop (groupe)                     | Montée                                                                                      | Isle of Now                                          | Strømland Records                            |
| Musique électronique             | Röyksopp                                                                                    | Junior                                               | Virgin / EMI Music Norway                    |
| Musique contemporaine            | Orchestre philharmonique d'Oslo / Gupta et Szilvay / Herresthal, Birkeland, Bullock, Styffe | Low Jive                                             | Simax Classics                               |
| Rock                             | John Olav Nilsen et Gjengen                                                                 | For sant til å være godt                             | VME                                          |
| Blues                            | Reidar Larsen                                                                               | Kom inn te oss                                       | Blue Fingers Productions                     |
| Country                          | Tore Andersen                                                                               | Right Around the Corner                              | Wilma Records                                |
| Metal                            | The Cumshots                                                                                | A Life Less Necessary                                | Rodeostar Records                            |
| Hip-hop                          | Tommy Tee                                                                                   | Studio-Time                                          | Tee Productions / Bonnier Amigo Music Norway |
| Musique folk                     | Olav Luksengård Mjelva                                                                      | Fele/Hardingfele, Røros/Hallingdal                   |                                              |
| Orchestre de danse               | Vagabond                                                                                    | Vagabond                                             | Tylden and Co                                |
| Jazz                             | Tord Gustavsens Ensemble                                                                    | Restored, Returned                                   | ECM                                          |
| Musique classique                | Vilde Frang                                                                                 | Vilde Frang - Prokofiev & Sibelius: Violin Concertos | EMI Music Norway                             |
| Viser                            | Tonje Unstad                                                                                | Æ ror aleina                                         | Echofisk                                     |
| Classe ouverte                   | Kristin Asbjørnsen                                                                          | The Night Shines Like the Day                        | EmArcy / Universal Music                     |
| Disque pour enfants              | Malin Reitan                                                                                | Malin                                                | MBN / Universal Music                        |
| Compositeur de musique actuelle  | Ruben S. Gjertsen                                                                           | Grains                                               | +3DB                                         |
| Compositeur populaire de l'année | Svein Berge / Torbjørn Brundtland                                                           | Röyksopp, Junior                                     | Virgin / EMI Music Norway                    |
| Auteur de l'année                | Kjartan Kristiansen / Aslak Dørum                                                           | DumDum Boys, Tidsmaskin                              | Oh Yeah! / EMI Music Norway                  |
| Découverte de l'année            | Donkeyboy                                                                                   | Caught in a Life                                     | Warner Music                                 |
| Succès de l'année                | Donkeyboy                                                                                   | Ambitions                                            |                                              |
| Vidéo de l'année                 | Donkeyboy                                                                                   | Ambitions                                            | réalisateur : Kristoffer Borgli              |
| Spellemann de l'année            | Alexander Rybak                                                                             |                                                      |                                              |
| Prix d'honneur du jury           | Jahn Teigen                                                                                 |                                                      |                                              |
| Prix de la meilleure production  | Yngve Sætre                                                                                 |                                                      |                                              |
| Prix de l'industrie musicale     | Barry Matheson                                                                              |                                                      |                                              |

### 2010

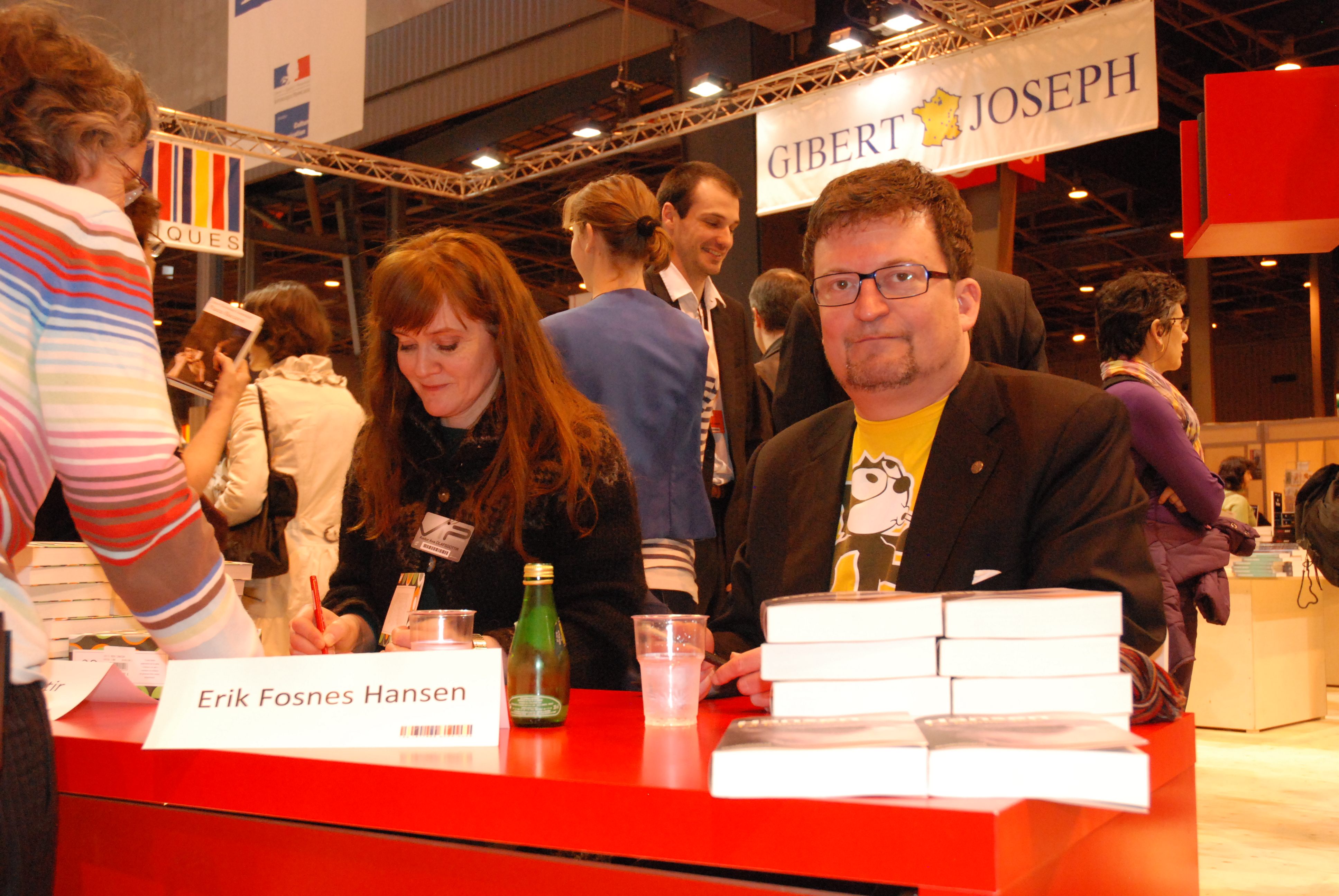
Erik Fosnes Hansen, auteur de l'année en 2011.

La soirée de remise des prix a lieu le 5 mars 2011 à l'Oslo Spektrum à Oslo.
| Classe                           | Artiste                      | Titre                          | Label                                          |
| -------------------------------- | ---------------------------- | ------------------------------ | ---------------------------------------------- |
| Artiste féminine                 | Ingrid Olava                 | The Guest                      | Universal Music                                |
| Artiste masculin                 | Thom Hell                    | All Good Things                | Voices Music and Entertainment                 |
| Pop (groupe)                     | Kråkesølv                    | Bomtur til jorda               | Kråkesølv Plateselskapet / Grand Sport Records |
| Musique électronique             | Lindstrøm et Christabelle    | Real Life Is No Cool           | Smalltown Supersound                           |
| Musique actuelle                 | Edvin Østergaard             | Die 7. Himmelrichtung          | Lawo Classics                                  |
| Rock                             | Kvelertak                    | Kvelertak                      | Indie Recordings                               |
| Blues                            | Billy T Band                 | L.O.V.E. (Just a Silly Notion) | Big H Records                                  |
| Country                          | Ida Jenshus                  | No Guarantees                  | Universal Music                                |
| Metal                            | Enslaved                     | Axioma Ethica Odini            | Indie Recordings                               |
| Hip-hop                          | Lars Vaular                  | Helt om natten, helt om dagen  | Cosmos Music Group                             |
| Musique folk                     | Unni Boksasp Ensemble        | Keramello                      | Øra Fonogram                                   |
| Orchestre de danse               | Ole Ivars                    | Stjerneklart                   | Tylden & co                                    |
| Jazz                             | Elephant9                    | Walk the Nile                  | Rune Grammofon                                 |
| Musique classique                | TrondheimSolistene           | In Folk Style                  | Lindberg Lyd / 2L                              |
| Viser                            | Narum                        | Ælt som var søkk borte         | Warner Music Norway                            |
| Classe ouverte                   | Jaga Jazzist                 | One-Armed Bandit               | Universal Music                                |
| Disque pour enfants              | Rasmus og Verdens Beste Band | Puppan te pappa                | MBO/MBN                                        |
| Compositeur de l'année           | Nils Henrik Asheim           | Mazurka – remaking Chopin      | Lawo Classics                                  |
| Compositeur populaire de l'année | Susanne Sundfør              | The Brothel                    | EMI Music Norway                               |
| Auteur de l'année                | Erik Fosnes Hansen           | Neste stasjon Grorud           | daWorks Records                                |
| Découverte de l'année            | Kvelertak                    | Kvelertak                      | Indie Recordings                               |
| Succès de l'année                | Madcon                       | Glow                           |                                                |
| Vidéo de l'année                 | Yoga Fire                    | Superkul med kniv              |                                                |
| Régisseur de la vidéo de l'année | Lasse Gretland               | Yoga Fire : Superkul med kniv  |                                                |
| Spellemann de l'année            | Karpe Diem                   |                                |                                                |
| Fan de l'année                   | Anne Lise Kasenborg (D.D.E.) |                                |                                                |
| Prix de l'Innovation             | Lars Vaular                  |                                |                                                |
| Prix d'honneur du jury           | a-ha                         |                                |                                                |
| Prix de la meilleure production  | Stargate                     |                                |                                                |

### 2011
| Classe                 | Artiste                                                     | Titre                                    | Label                                  |
| ---------------------- | ----------------------------------------------------------- | ---------------------------------------- | -------------------------------------- |
| Artiste féminine       | Ane Brun                                                    | It All Starts with One                   | Det Er Mine, Balloon Ranger Recordings |
| Artiste masculin       | Jarle Bernhoft                                              | Solidarity Breaks                        | Universal Music                        |
| Pop (groupe)           | Team Me                                                     | To the Treetops                          |                                        |
| Musique contemporaine  | Håkon Thelin                                                | Light                                    |                                        |
| Rock                   | Honningbarna                                                | La alarmane gå                           |                                        |
| Blues                  | Amund Maarud                                                | Electric                                 |                                        |
| Country                | Onkel Tuka                                                  | Hvit honning                             |                                        |
| Metal                  | Årabrot                                                     | Solar Anus                               |                                        |
| Musique électronique   | Biosphere                                                   | N-Plants                                 |                                        |
| Hip-hop                | Lars Vaular                                                 | Du betyr meg                             |                                        |
| Musique folk           | Ragnhild Furebotten                                         | Never on a Sunday                        |                                        |
| Orchestre de danse     | Dænsebændet                                                 | Vi talas!                                |                                        |
| Jazz                   | Ola Kvernberg                                               | Liarbird                                 |                                        |
| Musique classique      | Leif Ove Andsnes / Christian Tetzlaff / Tanja Tetzlaff      | Schumann - Complete works for piano trio |                                        |
| Viser                  | Stein Torleif Bjella                                        | Vonde visu                               |                                        |
| Barneplate             | Tonje Unstad                                                | Mygga og flua                            |                                        |
| Classe ouverte         | Bárut - Inga Juuso                                          | Bálggis                                  |                                        |
| Auteur                 | Lars Vaular                                                 | Du betyr meg                             |                                        |
| Compositeur            | Rolf Wallin (Bodø Sinfonietta / Eggen / Lundeng / Torjesen) | Wire and string                          |                                        |
| Spellemann de l'année  | Jarle Bernhoft                                              |                                          |                                        |
| Découverte de l'année  | Jonas Alaska                                                | Jonas Alaska                             | Jansen plateproduksjon                 |
| Succès de l'année      | Plumbo                                                      | Møkkamann                                |                                        |
| Vidéo de l'année       | Envy                                                        | «One Song»                               | Regisseur Jonas Meek Strømman          |
| Prix de l'innovation   | Shining                                                     |                                          |                                        |
| Prix de la production  | Kåre Vestrheim                                              |                                          |                                        |
| Prix d'honneur du jury | Jan Eggum                                                   |                                          |                                        |

### 2012
La cérémonie du Spellemannprisen 2012 a lieu à la salle de concert de Stavanger le samedi 23 mars 2013.
| Classe                 | Artiste                            | Titre                                                   |
| ---------------------- | ---------------------------------- | ------------------------------------------------------- |
| Metal                  | Nekromantheon                      | Rise, Vulcan, Spectre                                   |
| Rock                   | Tommy Tokyo                        | And the Horse Came Riderless                            |
| Pop                    | Karpe Diem                         | Kors på halsen, Ti kniver i hjertet, Mor og Far i døden |
| Blues                  | Billy T Band                       | Mo-Billy-T                                              |
| Orchestre de danse     | Pegasus                            | Forandringer                                            |
| Musique folk           | Ottar Kåsa                         | Ottar Kåsa                                              |
| Musique électronique   | Lindstrøm                          | Smalhans                                                |
| Jazz                   | Sidsel Endresen et Stian Westerhus | Didymoi Dreams                                          |
| Disque pour enfants    | Christine Sandtorv                 | Stjerneteller - Gullamanter                             |
| Classique              | Leif Ove Andsnes                   | The Beethoven Journey Piano Conectors Nos 1&3           |
| Musique actuelle       | Asamisimasa                        | Pretty Sound                                            |
| Vise                   | Tønes                              | Sån av salve                                            |
| Country                | Ida Jenshus                        | Someone to Love                                         |
| Classe ouverte         | Farmers Market                     | Slav to the Rhythm                                      |
| Auteur                 | Frank Tønnesen                     | Tønes : Sån av salve                                    |
| Compositeur            | Eivind Buene                       | Cikada : Possible Cities/Essentials Landscapes          |
| Spellemann de l'année  | Kaizers Orchestra                  |                                                         |
| Découverte de l'année  | LidoLido                           | Pretty Girls t Grey Sweaters                            |
| Succès de l'année      | Sirkus Eliassen et Ben Kinx        | Æ vil bare dans                                         |
| Vidéo de l'année       | Kaizers Orchestra                  | régisseur : Eivind Tolås                                |
| Prix d'honneur du jury | Karin Krog                         |                                                         |